# 旅客機の構造
旅客機の構造（りょかくきのこうぞう）では、旅客機の仕組みや構造について説明する。
旅客機は航空機としての一般的な構造を備えている。本項目では航空機として共通する部分についてはあまり解説しないで、旅客機の大きな特徴について、本項目では説明している。

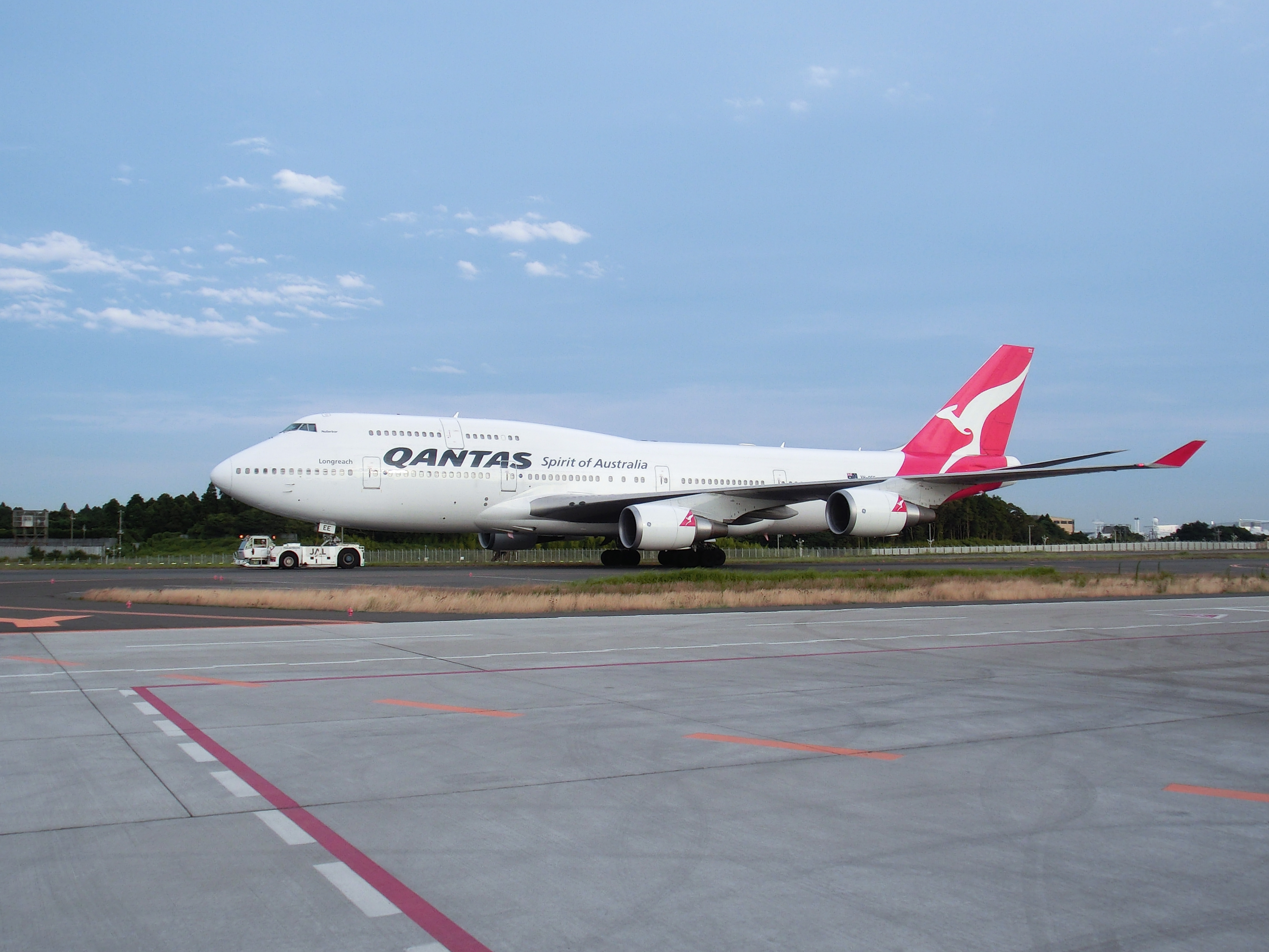
ボーイング747

## 強度部材

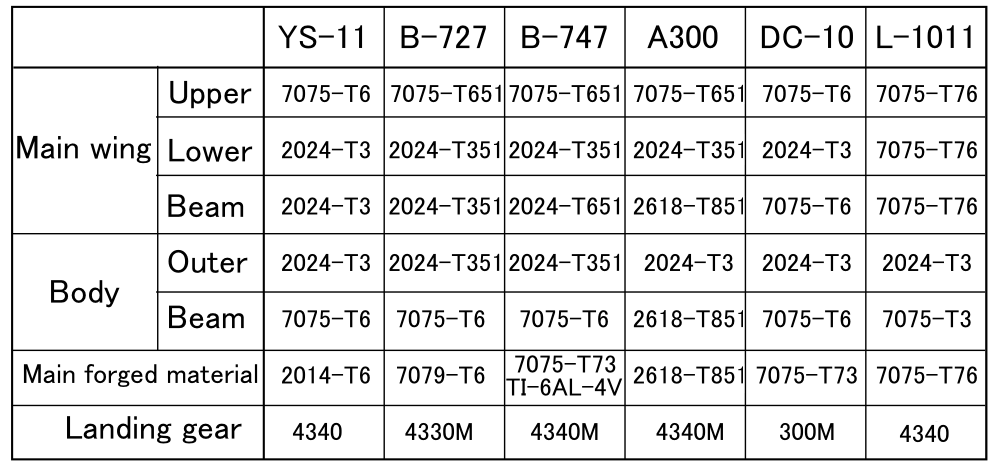
主要構造材の例

旅客機は一般的に約20年間、3 - 6万回ほどの飛行が経済的で安全な範囲で行えるように作られており、これを実現するためには余裕をみて6 - 12万回の飛行に耐える強度が求められる。
基本的に強度部材は軽量なアルミニウム合金で作られているが、21世紀現在では金属に比べて軽量で強度も高い炭素繊維強化プラスチック (CFRP) が、主な胴体や主翼の構造を除けば採用が始まっており、1982年に動翼から採用が順次始まり、1985年には垂直尾翼、2006年には尾部胴体部分まで採用が広がっている。リージョナルジェット機では主翼の端側に使われるものがある。
強度部材には、引張強さ、圧縮強さ、剪断強さ、曲げ強さ、ねじれ強さなどの静的強さの他にも、クリープ強度や繰り返しに対する疲れ強さも備えている必要がある。金属材料の中でもアルミニウムを中心とする軽量合金は軽くて強度も比較的高いので強度部材として多用されるが、金属材料は腐食の問題やひび割れなどでの十分な強度が保てなくなることもある。このため、たとえ万が一、一部の強度が不足してもそれが急速に全体に波及しないように応力の分散化が図られており、そういった不良箇所は定期的な検査によって発見され修理されることで安全性が保たれるようになっている。GFRP、BFRP、CFRP、AFRPといった繊維強化樹脂も部分的な導入が進んでいる。
旅客機の強度部材で最も考慮されるのは軽量であっても充分な強度を備えることであり、過去の教訓から強度部材の一部がたとえ破壊され強度を失っても、その破壊が進行することで大きな破壊につながらないように、フェイルセーフ構造を備えた設計がなされることである。

## 胴体構造

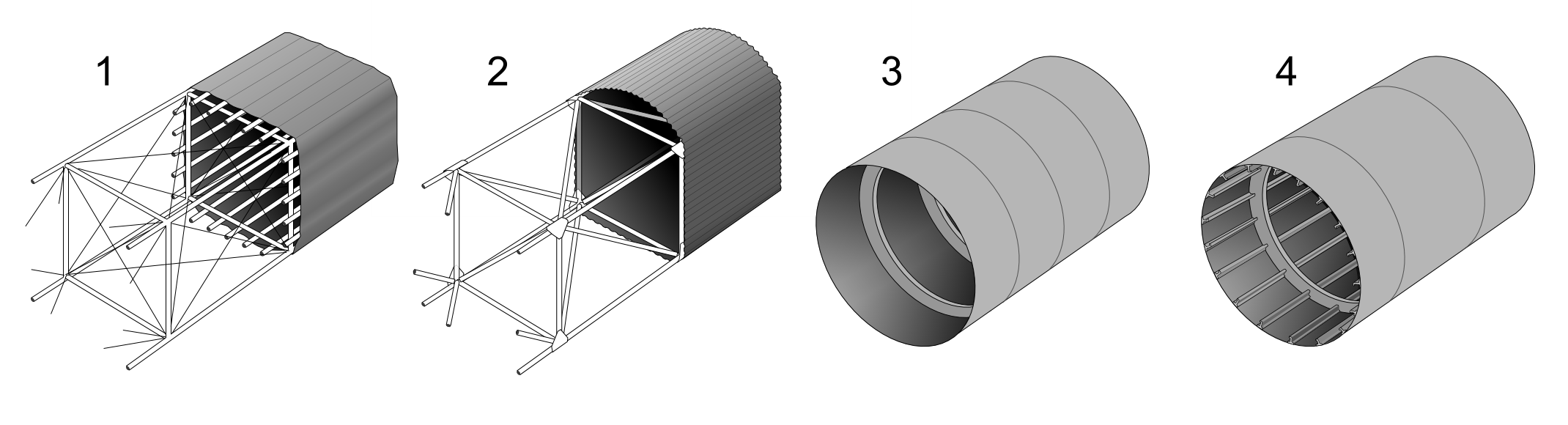
旅客輸送に使用された航空機の代表的な4種の機体構造
1. トラス構造（帆布） 2. トラス構造（波板金属板） 3. モノコック構造 4. セミモノコック構造
左から右に進むに従い新しい。モノコック構造は小型航空機の一部を除いてあまり存在せず、近代以降のほとんどの旅客機には右端のセミモノコック構造（Semi-monocoque structure、半はりがら構造）が採用されている。

胴体にはセミモノコック構造（Semi-monocoque structure、半はりがら構造）を採用している。セミモノコック構造ではスキン（Skin、外板）とフレーム（Frame、円きょう、助材）、ストリンガー（Stringer、縦通材）で構成され、スキンを15 - 25 cmほどの間隔で内側から支えるストリンガーと、その内側からさらに50 - 55 cmほどのほぼ等間隔で支えるフレームが、開口部を除く円筒状の胴体全体に走っている。フレームとスキン、そしてストリンガの間は、シェアタイ（Shear Tie）とストラップ（Strap、帯板）で結合する方法が主流である。翼なども同様であるが、各構造部材同士の結合はリベットと接着剤の併用によって行われることが多い。外板表面のリベットは皿頭にすることで空気抵抗を減らすが皿穴加工によって疲労クラックの危険性が増す。最もクラックの生じやすいリベット位置だけに丸頭のものを使うこともある。
主翼との接合部にはバルクヘッドが配されて荷重を受け持つが、与圧を維持する機体では先端と後端はそれぞれ前部圧力隔壁と後部圧力隔壁によって閉じられており、これら全体が圧力容器としての機能も担っている。円筒形の胴体部でもドアや窓によってストリンガーが通せない個所がありこれらの上下のストリンガーは特に強力なロンジロン（Longeron、強力縦通材）が用いられる。与圧の維持は機首レドームとテールコーンなどの尾部を除いて、床下貨物室を含む胴体のほぼ全体で行われるが、前脚と主脚を収納するそれぞれの格納室は外気圧と同じであり平板によって圧力隔壁が構成されている。後部圧力隔壁は多くの機体で球状を成すことで構造部材の量を減らしている。広胴機でも機首部の断面形状が円形でないものは、与圧によるフレームへの曲げモーメントが大きく働くこと、窓という開口部による強度減少を補う必要があることもあって、丈夫なフレームが短い間隔で使用されている。
前脚と主脚が取り付けられるフレームや主翼や尾翼などの前桁や中央桁、後桁がつながるフレームは、メイン・フレームと呼ばれる太いものになっている。
与圧部分は上空で膨らむことを前提に設計されており、機内の床面が与圧胴体を左右につないで固定されている。上昇と共に機体断面はいびつな8の字型になるため、床面は引張力や圧縮力に対して強くするとともに床面との取り付け部のフレームなどの曲がりにも対応できるようになっている。
胴体中央は機体の曲げモーメントが最も掛かるにもかかわらず主脚の開口部が大きく開くため、中央翼の下と後ろにはバルクヘッドとつながった箱状のキールビームが配されて前後軸方向への圧縮荷重を受け持っている。
床はフロアビームとシートトラック、フロアパネルによって構成され、フロアビームがフレームに結合されている。ほぼ50 cmごとで左右方向に配されるフロアビームが、床に乗るすべて物の上下方向の荷重と共に与圧による引張力も受け持っている。床に乗る物の前後方向の力はフロアビームではなく、シートトラックとフロアパネルを経由して床の左右にあるフロアサイド・ウェブ、又はフロアサイド・トラスに伝えられ、胴体外板で支えられる。フロアサイド・ウェブやフロアサイド・トラスには客室と床下空間を結ぶ多数の穴が開いており、機内空調の吸込み口となるとともに万が一に与圧が失われ急減圧となる事態でも、上下空間の圧力を等しくすることで床板へ過剰な変形力が掛からないようにしており、さらに急激な減圧では床の一部が開くようになっている。
床板はフロアビームにボルトで固定されることが一般的であり、ビームの穴には機体前後を縦断する各種のコントロール・ケーブル類が通されていることが多い。フロアパネル（床板）には金属板や合板もあったが、軽くて丈夫なハニカム構造に切り替わっている。ただし、ハニカム構造はハイヒールや荷物の角による損傷に弱いため、軽いながら局部的な荷重にも丈夫な材料が求められており、樹脂材料や複合材の使用が進んでいる。
胴体外板の内側はインシュレーション・ブランケットと呼ばれるグラスウールなどの断熱材によって機内の保温と外部からの騒音を吸収するようになっており、さらに内側に強度を受け持たない内装パネルがフレームに合わせて取り付けられることで、合計10 - 15 cmほどの厚みの壁を構成している。
窓やドアといった胴体外板の開口部は、構造強度が低下するため可能な限り避けられ小さくされる。開口部の形状は、鋭利な角には応力が集中するために丸く作られ、その周囲は補強材によって縁取られて強度が補われる。
乗客や貨物コンテナなどの機内を使用する側からすれば胴体の断面形状は四角い方が良いが、気圧が低い高空を飛行するための耐圧性を軽い構造で実現するには円筒形の胴体は避けられない。旅客の航空運賃が主な収入源である航空会社が運航する旅客機の機体設計では、搭乗可能な乗客数の最大化が優先され、客室の座席は円形の胴体内で最も幅広い中央部に配置されている。客室の床下は空間が生じるので貨物コンテナを搭載することで有効活用している。2階客室部分を持たない、またはほとんど持たない広胴機では、客室より上の空間は空調類や乗務員休憩室が占める程度でそれほど活用されていない。また、全長に渡って2階席を備える最新の機体では胴体の断面形状が真円形よりかなり縦長になってはいるが円形であることに変わりはなく、貨物コンテナ用の搭載空間が幅広になるため新たに大きなコンテナを使わないと無駄が大きくなる。

## 翼構造

### 主翼

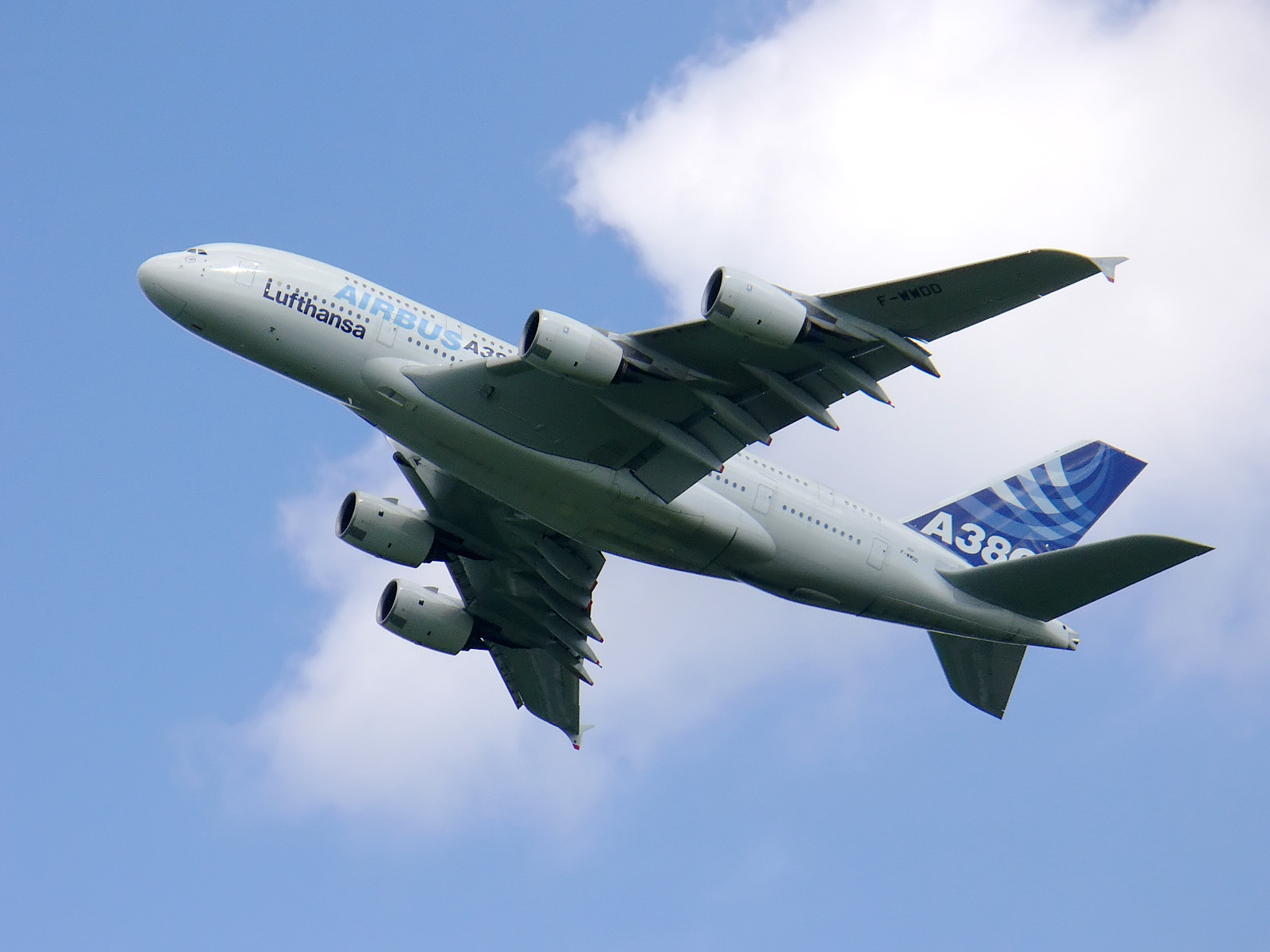
エアバス A380
フラップを広げてさらに巨大になった主翼と、その基部に機体全長の半分以上もの長さの大きなフィレットがあるのがよく判る。また、胴体中央の底部は中央翼によって平らになっているのも見て取れる。

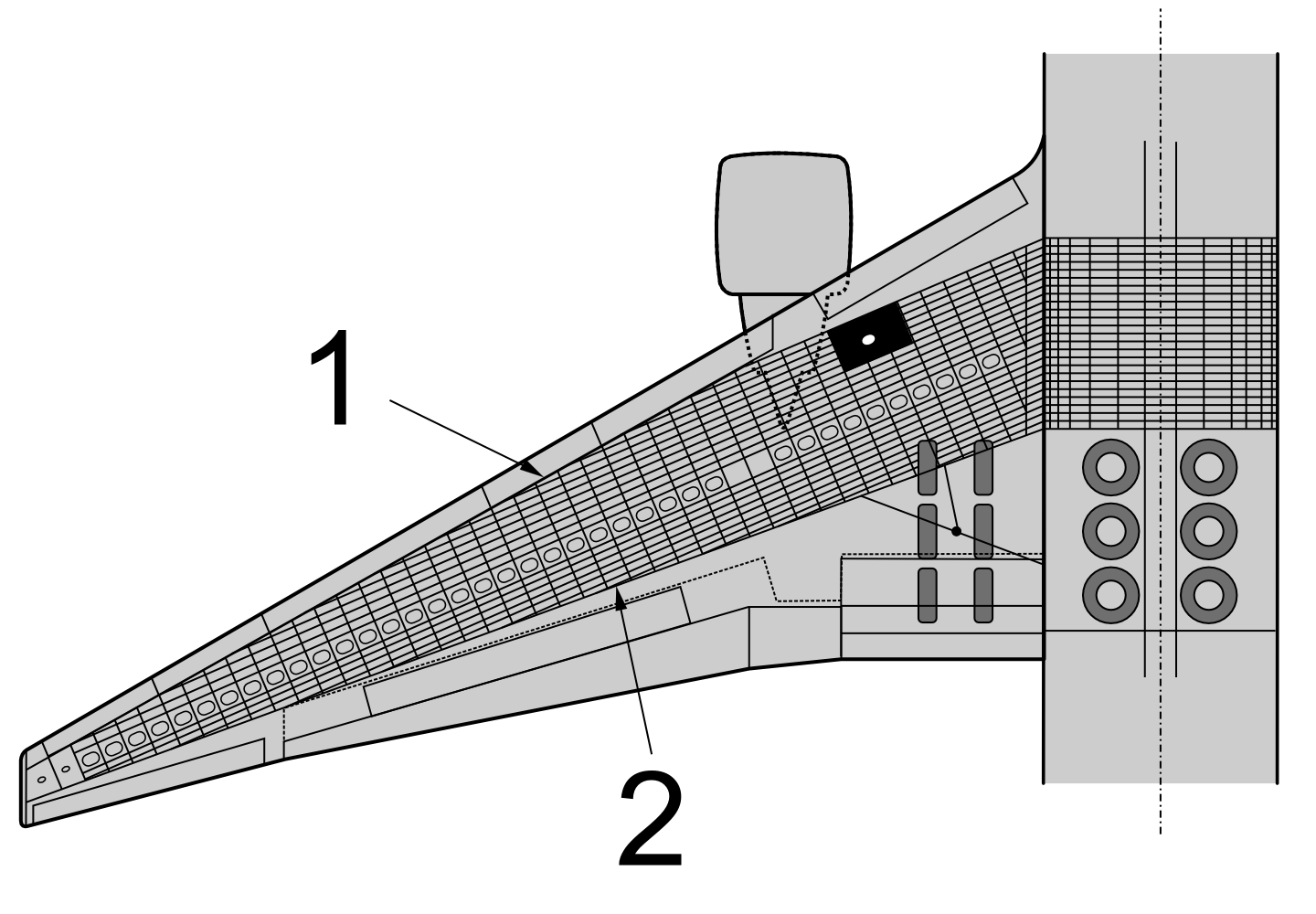
ボーイング 777の主翼構造
1.前桁 2.後桁
翼桁（スパー、ビーム）や小骨（リブ）、縦通材（ストリンガ）によってインテグラル・タンクが構成されている。中央翼部分も翼の構造と連接されており、中央翼の後ろに主脚が格納される。

旅客輸送での経済性や利便性を考慮して設計された大型旅客機は、ほとんどの機種が低翼で5-7度ほどの少し上反角のついた強い後退翼であり厚みのある先細翼である。胴体との結合部には翼面の不連続性に起因する渦の発生を抑えるために、フィレット (Fillet) と呼ばれる板状の整流板が備わり、結合部の形状を滑らかにつないでいる。高高度での亜音速飛行で良好な空力特性を得ながら同時に地上での離着陸時には十分な余裕を持って低速でも安定した揚力を得るために、多様な小型の翼が内蔵されている。翼の前後にはフラップやスラットといった高揚力装置や、操縦舵面としてのエルロンや、揚力削減と操舵の補助としてスポイラーが備わっている。機体の外板はアルミニウム合金で作られることが多く、主翼は特に上下方向への変形量が大きく設計されていて、上側の外板は縮みやすく下側の外板は伸びやすいようにできている。
主翼を胴体部分と接合する構造は一般的な旅客機で共通する最も特徴的な部分であり、「中央翼」とも呼ばれる左右の翼の構造がそのまま中央まで伸びてつながり、大きな箱状の強度部材を構成している。主翼付近の外板は胴体部が主翼から受ける曲げモーメントや剪断力を引き受けるために厚みが増されている。この中央翼部分は貨物の出し入れに不便なために燃料タンクなどに当てられており、高翼配置にされて円筒形の胴体全体が貨物室に使用される多くの軍用輸送機と大きく異なる点である。
大型旅客機の主翼内には、前桁、後桁という2本や、多いものでは中央桁が加わり3本もの太い板状の構造部材が翼端から根元まで伸び、直角にリブ（小骨）がほぼ前後方向に走って翼の上下の外板を支えている。2-3本の桁材と平行に外板の裏面を支える細いストリンガー（縦通材）が多数走るマルチストリンガー構造になっているが、21世紀現在では新造されるほとんどの大型旅客機の翼の外板とストリンガーは厚みのある板からNC加工や化学的溶解（ケミカルミーリング）によって削り出して一体で形成することで接合部を排除し、機械的強度を高めている。
翼内を燃料タンクとして使用する部分では製造時と運用中の検査時に翼内よりシール作業やその点検作業が必要なため、人が通過できる開口部として円形のマンホールを上下面に設けている。
多くの大型旅客機では、ウイングマウント形式と呼ばれる、主翼下面前方にパイロンによってジェットエンジンを吊るす方式が採用されている。騒音源であるエンジンは後方に取り付けるリアマウント形式のほうが客席を静かにできる一方で、重心が後方に寄ってしまい、また主翼との距離が離れると胴体の曲げ荷重が増して構造部材が太く重くなり、水平尾翼の位置もエンジン後流を避ける必要があるために都合が悪くなる。エンジンを主翼のやや前方に取り付ければ、揚力のすぐ前方で支えられるため主翼の曲げモーメントを低減できるほか、重心が前方になって直進性に寄与できる。またエンジンを互いに離して取り付けることで火災時の安全性や地上での整備性も良くなる。小さな機体では、客室のすぐ横にエンジンが位置する弊害の方が無視できないため、客席数が100席以下の中小型旅客機やビジネスジェットの多くがリアマウント形式を採用している。エンジンが後方に取り付けられれば主翼の構造が単純になり、翼の全面に必要なだけ補助的な舵面を配置できる。現在の大型旅客機のエンジン・ナセルの位置では、エンジンの大型化によって離着陸時の地面との接触事故の危険性が増していることや、4発の内の翼端側のいずれか、又は2発の内の片側が停止した場合には左右推力の不均衡が機体中央から遠い分だけ大きく働くので、その点でも不利である。主翼の先端後部に燃料投棄口が備わることが多い。

### 水平尾翼
水平安定板とも呼ばれる水平尾翼は、乗客や貨物の搭乗/搭載位置によって変わる重心の変化に余裕をもって対応するためや音速近くでは小さな翼面の舵角を大きく取ると音速を超えた領域が生まれて衝撃波が発生し、舵の利きが不安定になるため、昇降舵のトリムタブだけではなく、水平尾翼全体の取り付け角が変わる全遊動式になっており、これは調整式安定板と呼ばれる。大型旅客機の水平安定板の構造には2つの形式が存在し、1つは主翼の中央翼に相当する構造部材が存在し、これはキャリスルやセンターセクションと呼ばれ、左右の水平尾翼を機体内でつないでいる。もう1つは左右の水平尾翼のトルクボックスを機体内部まで延長して中心線上で結合したものである。調整式安定板ではこの全体が前桁部分を中心に取り付け角が油圧で変更できる。水平尾翼もわずかに上反角が付いているが、主翼の後流の影響を避けるためと、地上での機体の引き起こし時に左右に少し傾いても接触しないためである。

### 垂直尾翼
フライ・バイ・ワイヤのような翼面の自動制御装置の採用によって、水平尾翼と垂直尾翼の面積が少し縮小できたとされている。コンピュータの援用による機体の操縦では、電子機器類が正常に機能している間はそれらが効果的に働いて小さな翼面でも十分な効果を発揮すると考えられているが、機能不全のような緊急時にも十分な空力的制御が行えるように、あまり過度の縮小は行えず、特に垂直尾翼は複数のエンジンを備えウイングマウント方式の大型旅客機では翼端のエンジン停止時に大きな回頭モーメントを打ち消してなお、空力制御が行えるだけの余力が求められるために、垂直方向舵の下部を2段折れにして操舵性能を増す工夫を行う機体もある。

### 可動翼
操縦翼や操舵翼、主操縦翼とも呼ばれる補助翼（Ailron）、昇降舵（Elevator）、方向舵（Rudder）は、外板とハニカム材を用いたサンドイッチ構造のものが多く、全金属製から複合材を利用したものに移りつつある。左右の昇降舵は中央でトルクチューブによって結合されている。特に補助翼は舵角を変えたり保持するための力を小さくても済むようにバランスパネルを備える。これら3種の主操縦翼には、前縁部におもりとなるマスバランスを入れてフラッターを防止している。また、故障時の影響を最小限に抑えるフェイルセーフ性を考慮して、それぞれの動翼を2つに分割し、油圧系統なども分離していることが多い。
補助操縦翼面とも呼ばれるスポイラー (Spoiler)、フラップ (Flap)、スラット (Slat)、タブ (Tab) も、構造的には補助翼、昇降舵、方向舵と同様であり、複合材の利用が進んでいる。トリムタブは、万一タブのロッドや金具が破損してもフラッタを起こさないように、制御ジャッキを2重にするかマスバランスを入れることが求められている。

## 燃料タンク

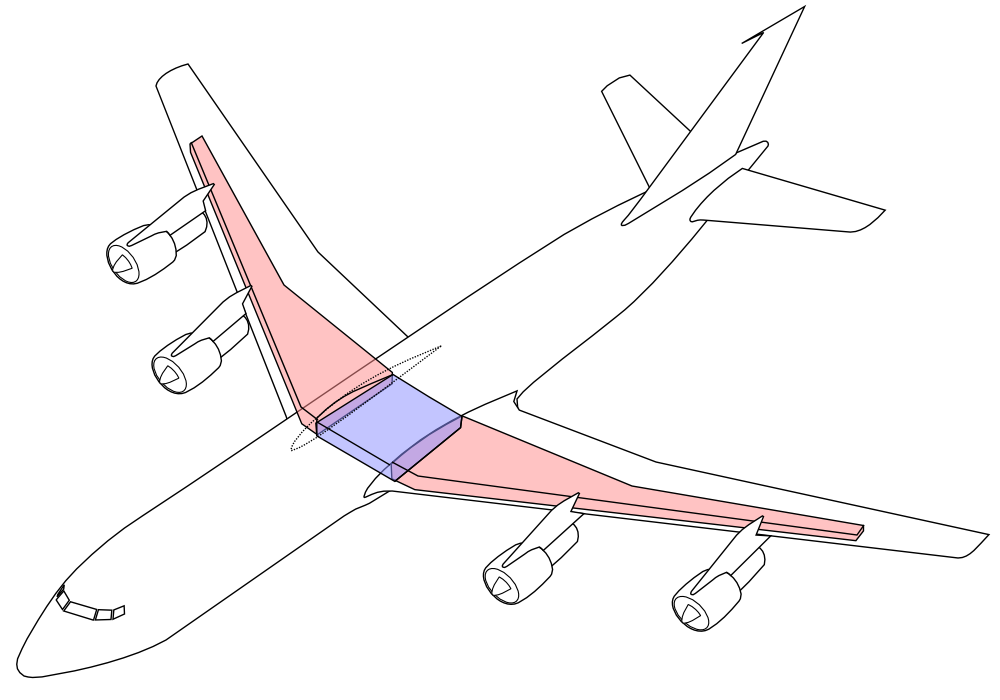
一般的な燃料タンクの配置
赤色：主翼内部のインテグラル・タンク
青色：中央翼内部のセンター・タンク

一般的な旅客機は燃料タンクを主翼内に持っている。大型旅客機では「インテグラル・タンク」と呼ばれる、翼の中央部を構成する箱型の構造部材である。「トーション・ボックス」や「トルク・ボックス」とも呼ばれることがある。部材同士の接続面では内側に耐燃料性シーラントを塗り、機体表面側には耐雨性シール材を塗ることで漏れ止め処理を施し密閉して、そのまま燃料タンクとして使用している。
主翼内のインテグラル・タンクは主なタンクとして片側それぞれに2つほどのメインタンクと翼端側に1つのリザーブタンクを持つものが多く、最翼端部には燃料ダンプ用のタンクを備える機体が多い。また、中央翼内にセンター・タンクを持つものも長距離を飛行する機体では一般的である。センタータンクのような胴体内の燃料タンクは壁面を2重にして、たとえ漏洩が起きても機体内に溜まらないよう設計されている。長距離路線用の機体では主翼だけでなく水平尾翼の中にもインテグラル・タンクやスタビタンクとも呼ばれる燃料タンクを持つものがあり、調整式安定板では機体内で水平尾翼同士を結ぶ中央部分もタンクになっている。タンク間は配管によって接続され、ポンプによって燃料を移送することで重心位置の調整やエンジン停止時の燃料配分の変更が行えるようになっている。

## 脚

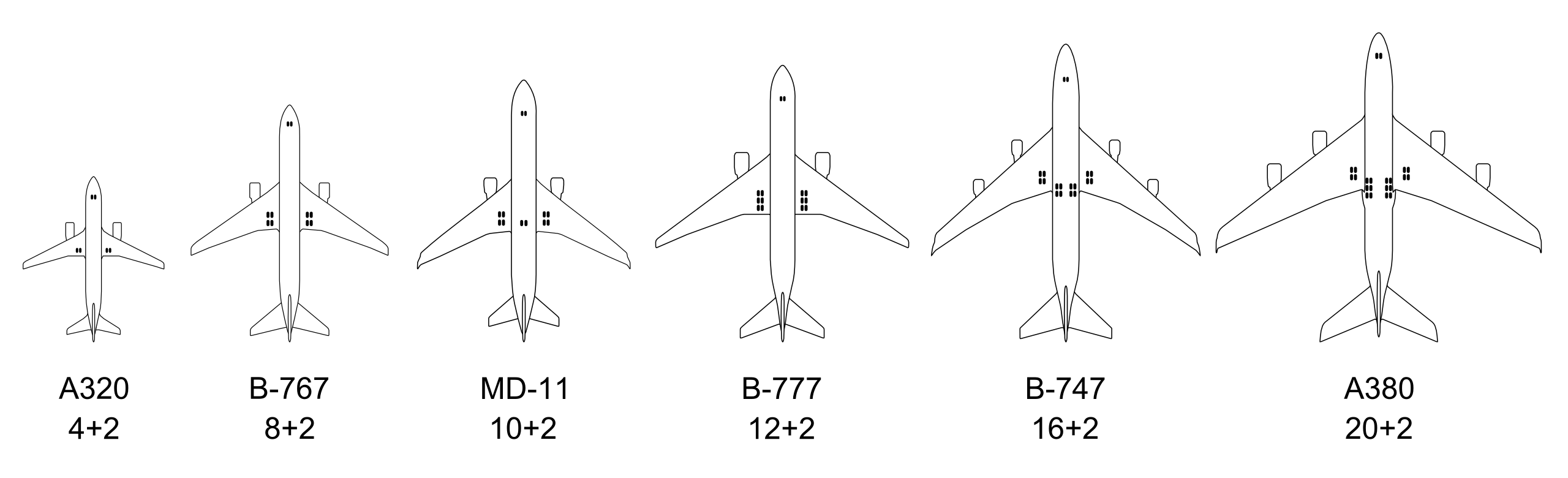
脚とタイヤの配置例

脚は降着装置や着陸装置とも呼ばれ、旅客機では格納式になっている。旅客機での一般的な脚は、緩衝装置付きの脚柱と引き込み機構、操向機構からなる脚組みと、タイヤとホイール、ブレーキから構成される。過去には尾輪式も存在したが、20世紀末にはすべて前輪式となっている。航空機の中でも大重量の機体である大型旅客機では主脚の本数とそれに備わるタイヤの数が比較的多く、4本の主脚に20輪を持つ機体もある。前脚には、格納時に自動的に正面を向くようにカムが取り付けられている。ジェット旅客機の主脚では1本の脚柱 (Strut) ごとにボギー (Bogie) を介して4本のタイヤを備える多車輪式ものが多いが、大きな機体を支える必要がある機種では6本もタイヤを備えるものがある。前脚と主脚は緩衝支柱と呼ばれる太い鋼製の緩衝装置で機体とタイヤの間を結んでいる。緩衝装置は一般的に空気と油を用いたオレオ式が採用されている。緩衝支柱にはジャッキアップ用のジャッキ・ポイント (Jacking Point) と牽引用のトウ・ラグ (Tow Lug) が付けられることが多い。前脚には油圧式のシミー・ダンパ (Shimmy Damper) が取り付けられ、無用な左右方向のぶれを抑制している。格納庫内のような狭い空間内で移動する場合には、前脚のロッキング・取り外しピン (Locking or Disconnect Pin) を外すことで前脚の緩衝支柱ピストンを360度回すことができる。地上で脚が格納方向へ折れ曲がることがないように、トルク・リンクが縮んでいる状態でスイッチが入る「安全スイッチ」が備わっており、安全スイッチが入っていると、脚の操作ハンドルは格納位置へ動かないようにロックされる。またこの他にも足が格納方向へ折れないように物理的にピンやクリップを刺すことで安全の確保が行われており、この赤色のタグの付いたピンやクリップによって脚をロックする方法は「グランド・ロック」と呼ばれる。
離陸時よりも着陸時の方が衝撃を受けやすいために設計荷重では着陸時の方が大きく見積られている。それでも、離陸可能限界重量近くまで燃料や貨物などを搭載した旅客機が、離陸した直後に機体の不調といった何らかの事情で着陸しなければならない場合で、時間に余裕があれば、海上などで燃料投棄口から過剰な分の燃料を放出してから着陸する。
脚とその格納ドアは油圧、または電動モーターによって格納・展開される。油圧系統や電動モーターが機能しない場合に備えて、これらの働きによる格納ロックを外すことで、自重で展開できるように設計されている。操縦席では脚位置を表示する脚位置指示器が備わっており、これで脚の状態を確認する。さらに脚のいずれか1本でもダウンロックされていない状態でエンジン出力をアイドルにすると、脚警報装置が警報音で知らせる。離陸を滑走途中で中止したときにはブレーキが非常に高温となるため、その後に離陸した場合は空中での格納をしばらく待たなければならない。誤って高温の脚を格納しタイヤを破裂させる事故を防ぐために、脚格納室には過熱警報装置が備わっている。
主翼内に取り付け基部を持つ主脚が万が一破損した場合でも、翼内の燃料タンクにその変形力が及んで漏洩や破壊を起こないように、脚側だけが破壊されるように設計されている。

## 窓
窓は客席の位置にほぼ1つずつ空けられているため、客室の圧迫感を減じて、全ての窓側席からは機外の景色が見られるようになっている。
客室側の窓は、外側からストレッチ・アクリル板や非ストレッチのアクリル板、それにポリカーボネート板という合計3枚、あいだを空けてシール材と共に外板の窓枠に止められており、外側の2枚のいずれか1枚が失われても、残る1枚だけで客室の最大与圧荷重、空気力、温度効果を加えた荷重に耐える強度があり、内側の薄い1枚は保護用である。
操縦室正面の窓は基本的に厚いガラスとビニールが複数積層されていて、強度維持と共に表面に傷が付き難くして良好な視界を確保しており、曇り止めとして内部の電熱層に電流を流して加熱するものや室内側から温風を吹きかけるものがある。操縦室側面の窓はガラス製の他にアクリル製のものもあり、非常脱出口を兼ねて開くようになっている機種もある。操縦室正面の窓はバードストライクなどにも耐える強度が要求されるため、特に厚く作られ念入りなテストで信頼性が確保されている。一般的には操縦席の前面窓にワイパーが備わっており、空気カーテンによるジェット・ブラストやレイン・リペレントと呼ばれる撥水薬剤を外面から吹きつけるものもある。
1970年12月29日、札幌発羽田行きの全日空機（ボーイング727機）の泥酔した乗客が、客室内側の窓を素手で破壊する事件が発生した。航空機の運行には支障はなかったが後日、警察は航空法違反と器物損壊の容疑で捜査を行った。窓の弁償代は15000円とされ、割った乗客が支払った。

## ドア

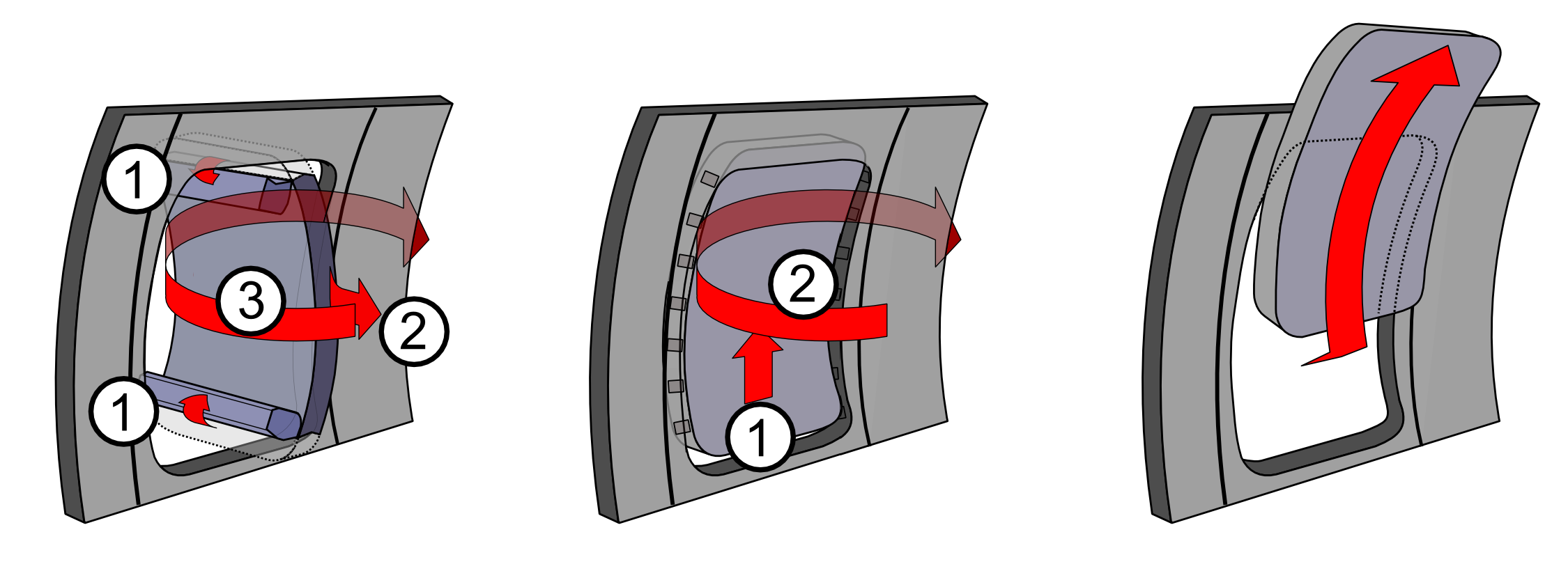
旅客機用客室ドアの例
左: 1.ドアの上下端を畳む 2.引く 3.外へ開く
中: 1.少しずらして噛み合わせを外す 2.外へ開く
右: 一度手前に引いてから上げる

ドアは、乗員乗客用と貨物用があるが、いずれも高空を飛行する機体では与圧を維持するために機内の空気を逃がさず気密が保たれるようになっている。客室のドアは非常時には非常脱出口となるため乗客が殺到しても容易に開くほうが良い。内開きドアはドアを閉じると内圧で機体の固定構造に押し付けられて安定するプラグ形状が採用できるのでロック機構に対する信頼性はそれほど求められないが、機内側に空間が求められ非常脱出の妨げになる。外開きでは機内側に余分な空間が求められず非常脱出の妨げにもならないが、ロック機構に故障や誤操作があるとドアが開いてしまうという危険があるので、ロック機構に高い信頼性が求められる。外開きドアであっても、ドアの左右の縁だけしっかりしたプラグ形状で機体に固定するようにしておき、上下の縁は折りたたむ形状とすることで、一度内側に少し引いてからドアを少し回転させてドア開口部から機体の外に出すことで開くものがある。同様に外開きドアでドアの左右の縁に互い違いの出っ張りを付けることでプラグと同じように機体に固定できるようにしておき、開く時には少し持ち上げて出っ張りがドア枠に当らないようにしてから外に開く形式もある。また、天井部に余裕のある広幅で2階を持たない機体では、内開きドアでも、内側に少し引いてから上にドア全体をスライドさせることで開くものがある。乗降に空港施設の支援が受けられない路線に使用される機体では、ドアの内側に折りたたみ式のタラップ（エアステア）を備えるものもある。主翼上などに非常脱出専用で通常の乗降に使用されない非常口扉を備えた機種がある。

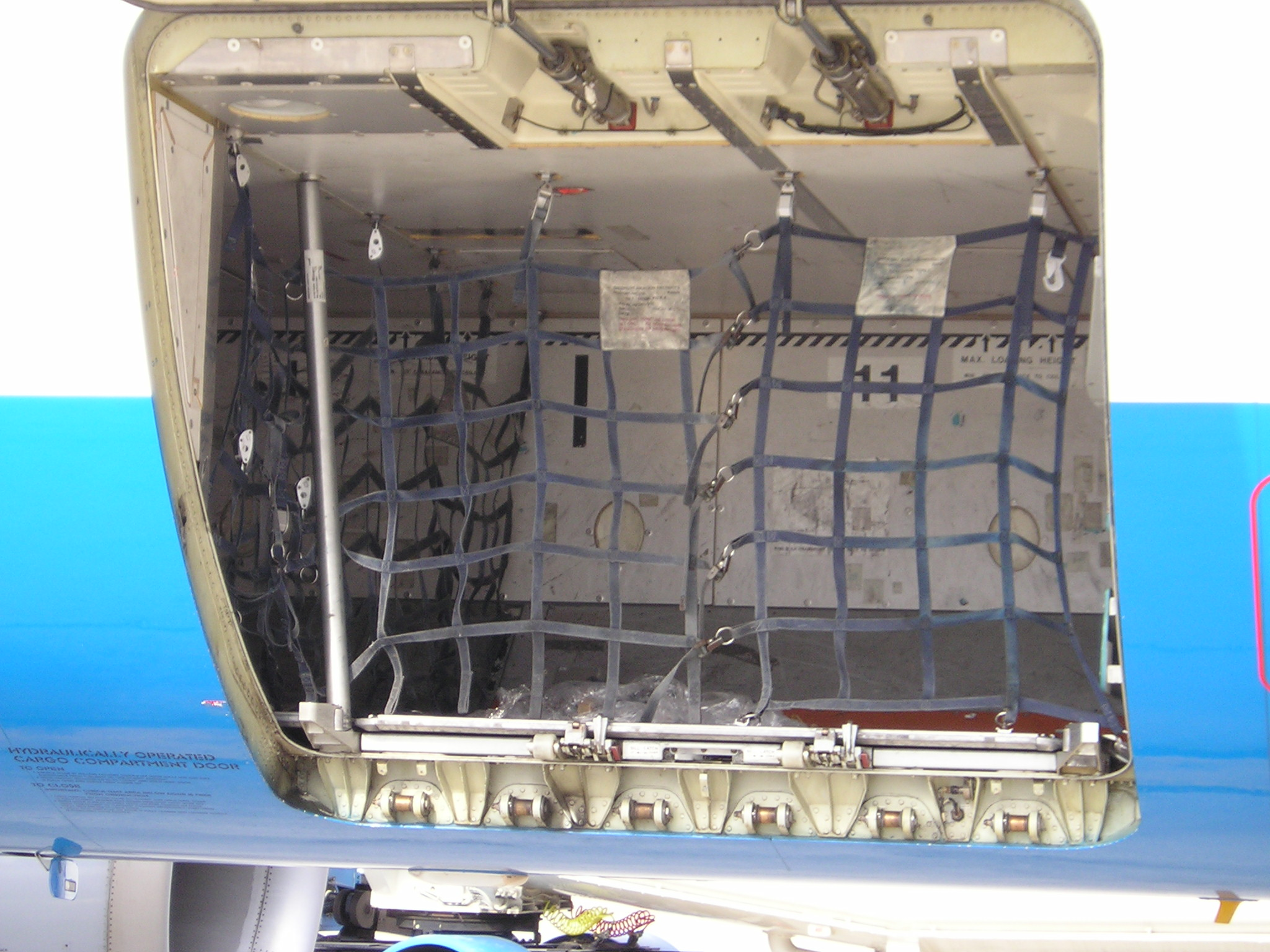
A320の貨物用ドア
開口部下縁に6個のラッチ受け金具が見える。これらによってドア全体が胴体側のフレームと連接されることで与圧から受ける大きな力を支えられる。

床下貨物室の貨物用ドアは上方ヒンジの外開きドアが多く、大型旅客機では多くが右側の前方と後方に1つずつ備わっている。貨物用ドアは貨物コンテナを通す必要があるため乗員乗客用のドアよりも四角形で大きく開口する必要がある。機体与圧部の高い圧力に耐えられる広い面積のドアを乗員乗客用ドアと同じ横開きの構造で作ると高い剛性が求められ重量が増すため、多くの機体では、上縁にヒンジを設けて下縁に多数のフック型ラッチを機体側の一般フレームに掛けることで、閉じた状態では胴体側と同様にドア全体で与圧を引き受ける構造となる。客室用ドアの開閉は、電動や油圧を用いたものが登場しており、緊急時には手動や圧縮空気によって緊急ドア開け操作が行えるようになっている人や貨物のための大きなドアの他にも、点検や電線・パイプなどの接続用のドアが機体各所に備わっており、特に与圧区画にある点検ドアは圧力に耐えて確実にロックできるように作られ、センサーによってロック状態が確認されている。

## 耐火性材料
耐火性の材料は、第一種耐火性材料と第二種耐火性材料、自己消火性材料(15 cm/分)、自己消火性材料(20 cm/分)の4種に大別される。発火源を取り除けば危険な程度には燃焼しないものとして第三種耐火性材料 (Flame resistant material) という分類は2008年時点でも規定に含まれているが、新たに設けられた自己消火性材料の分類で代替されつつある。従来の規定では存在した第四種耐火性材料は旅客機での使用は認められていない。
- 第一種耐火性材料 (Fire proof material) ：鋼と同程度かそれ以上の熱に耐える材料を指す。エンジンとAPUの防火壁、防火壁を貫く換気ダクト、燃焼空気ダクト、エンジン室内部の制御系統とエンジン固定架、その他重量な構造に使用される
- 第二種耐火性材料 (Fire resistant material) ：アルミニウム合金と同程度かそれ以上の熱に耐える材料を指す。エンジン・カウリングとナセル、タオル・紙くず入れなど
- 自己消火性材料(15 cm/分) ： 乗務員室と客室の内部
- 自己消火性材料(20 cm/分)：床面覆い、織物、座席クッション、など

## 設備

### 操縦室
操縦室の室内は少なくとも横方向には狭い必要がある。操縦席は前方視界が良好に確保できるだけでなく、空中衝突を防ぐために側方やある程度斜め後ろまで視界が得られることが耐空性基準で求められている。大型化して胴体の幅の広がった旅客機では、操縦席を機体前部に置いただけでは左右の窓が離れすぎるため、左右方向や斜め後方の視界が得にくくなりこういった要求を満たせなくなった。2階席を持つ大型旅客機では、幅の狭い2階の最前部に操縦室を設けることで良好な視界が確保できるようになった。操縦席では良好な視界が得られる視点の位置が決まっているので、座席は前後上下に動くようにできており、ベルトで体を固定できるようになっている。操縦室には床に折りたたまれた状態でオブザーバーシートが備えられており、引き上げて組み立てることで着座が可能になる。
操縦席には減圧状況下でも安全に操縦できるように酸素マスクが備えられている。
機体は年々巨大になるが、操縦室は常に狭くグラスコックピットになっても操縦席の周辺には手の届く範囲に多数の操作盤が配置されている。

### 乗務員休憩室
大型旅客機の中でも長距離専用の機体では、長時間の飛行に合わせて操縦士や客室乗務員達が2組乗務して途中で交代したり、休息や睡眠をとったりするために、客室とは別の座席や簡易ベッドが備えられた乗務員用の休憩室が設けられることがある。

### 客室

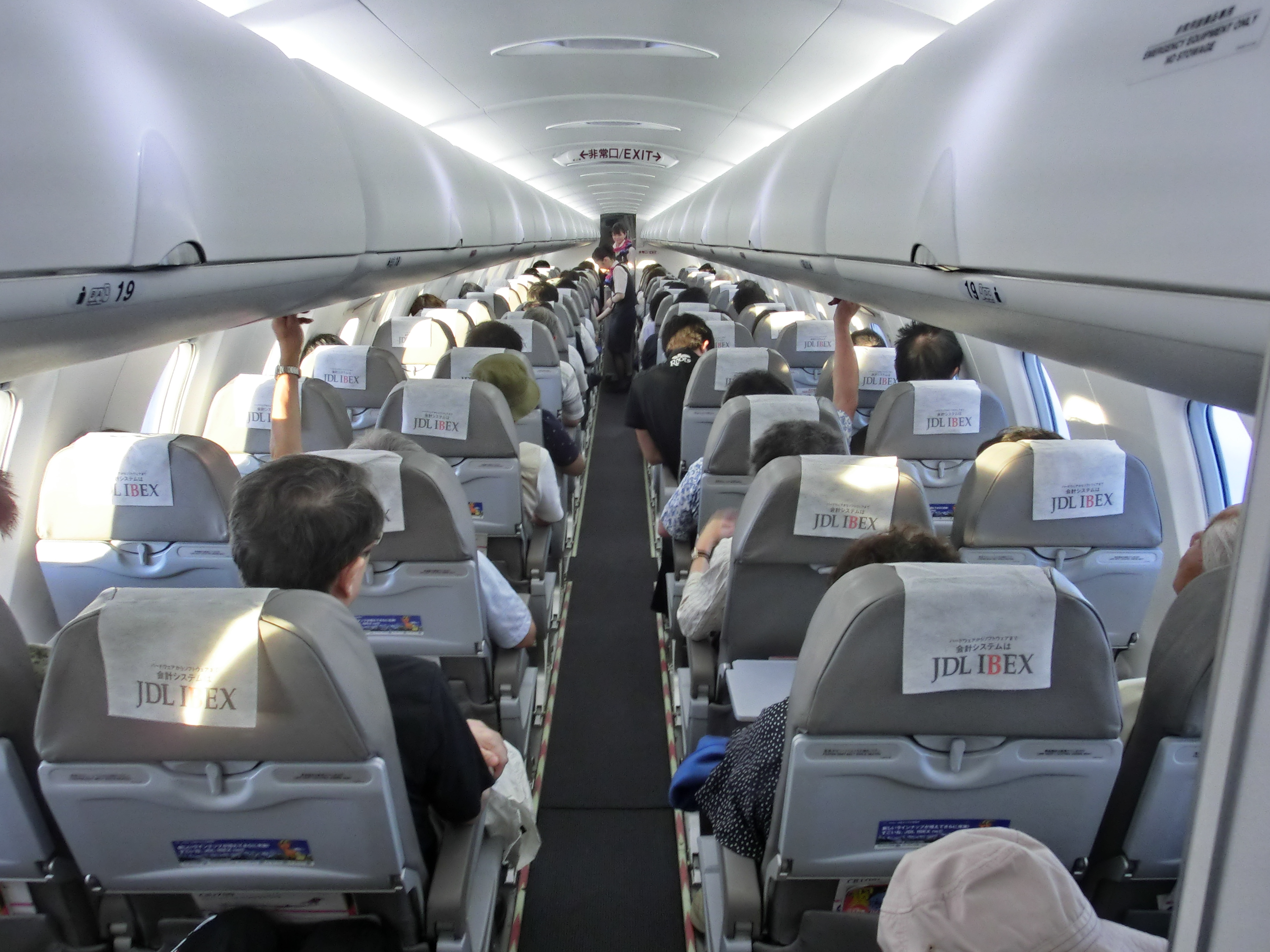
ボンバルディアCRJ700の客室。照明にはLEDが採用されている

大型旅客機の床面にはシートトラックと呼ばれる1インチごとに穴が空いている金属製のレールが何本も前後方向に埋め込まれていて、横につながった数席の客席ごとにこのレールにはめ込まれて後脚側でロック・ピンによりその穴に前後方向に固定され、別途コネクタによって娯楽用機器が接続される。床面には難燃性カーペットが敷かれる。
乗客用の座席にはシートベルトが備わり、16 Gまでの加重に耐える規定を満たしながら更なる軽量化への要求に応じるために、フレームもアルミニウム製から炭素繊維強化プラスチック (CFRP) に変わりつつある。座席のアームレストには音楽や照明、空調などのスイッチ類と客室乗務員の呼び出しボタンが備わり、折りたたみ式テーブルやビデオディスプレイが組み込まれているものもある。座席後面には後席用のポケットやテーブルが付いており、ビデオディスプレイが組み込まれているものもある。座席下部は固体脚やフットレストの他に、乗客の手荷物が床面で滑らないように座席から枠が設けられている。
客室乗務員用の座席にもシートベルトが備わり、16 Gまでの加重に耐える必要がある。客室乗務員用の座席は多くが、非常脱出口となる出入口近くに設けられており、折畳式になっている。これらの座席は前向きと後ろ向きのものがあり、シートベルトも乗客用座席が腰部だけであるのに対して、肩のベルトも義務付けられている。
客室の壁面はハードトリムと呼ばれる硬質プラスチック製であり、窓のシェードは内壁に埋め込まれている。
オーバーヘッド・ビンと呼ばれる天井収納庫が備え付けられており、手荷物を収納できる。ピボット式と固定棚式がある。オーバーヘッド・ビンの下面などに座席ごとの照明や送風口が設けられており、客室内が減圧すれば自動的に現われるようになっている客席分の酸素マスクもこの部分に格納されている。

#### 娯楽番組提供システム
一般的に旅客機では、音楽や映画といった客席向けの娯楽が提供される。機上で提供する番組数が増加したため、個別チャンネルごとに電線をすべての客席に配線したのでは重くなりすぎて保守の手間も膨大になる。新たな機体では同軸線や光ファイバーといった少数のLANケーブルに信号を多重化して客室内に分配し、各座席で復調するようにした「インフライトエンターテインメントシステム」(In-Flight Entertainment Syetem, IFE system) が採用されている。娯楽番組提供システムは機内案内などが割り込めるように作られ、その間、番組は一時停止するようになっている。

#### 客室内衛星通信システム
多くの旅客機ではクレジットカード等で支払いが行える公衆電話としての衛星通信システムが搭載されている。

### ギャレー
厨房を意味するギャレー (Galley) には、ステンレス製テーブルの上下に食事カート (Service cart) や飲料コンテナ、おしぼり用オーブン、コーヒーメーカー、湯沸し、ハイテンプオーブン、電子レンジ、冷蔵庫などが、ほとんど隙間なく機能的に配置されている。国内線のような短距離用の機内レイアウトではギャレーは4ヶ所ほどであり、国際線のような長距離用では8ヶ所ほどが配置されている。食事は地上の食料品業者の段階から1人分ずつトレーに分けられ、数十人分ずつがカートのまま納入されて機内に搭載され、ギャレー内のテーブル下に収納される。客室乗務員は、食事を提供する20–30分前に電源コードをカートに接続してスイッチを入れる。カート内で必要な部分のみがヒーターによって加熱され、やがてタイマーで加熱が終了したカートから引き出され、そのまま通路を運ばれて座席に着いたままの乗客の元へ各々のトレーが配食される。地上駐機中にこれらのカートやコンテナの交換によって迅速に飲食物の積み下ろしが実現され、機内に専用エレベータを持つ少数の例外を除けば、非常時以外ではあまり使用しない客室ドアから積み下ろしすることが一般的であり、ドア付近には強度維持の関係から窓が設けられないこともあって、積み下ろしに便利なようにギャレーはドア付近に位置する配置が多い。

### 化粧室
化粧室とも呼ばれるトイレ (Lavatory) は乗員乗客の排泄処理と化粧等を行う機能を提供している。通常男女兼用の狭い個室には洋式便器の他に温水と冷水の出る洗面台が備わり、石鹸、化粧品、タオル、ナプキンなどが用意されている。便器内の汚物の処理方法は2種類ある。現在主流の真空フラッシング方式は複数の化粧室で共用する貯蔵タンクを備えており、貯蔵タンク内は上空では機外と同様に低圧に保たれ、地上や低高度では排気によって負圧に維持されている。排泄後に洗浄ボタンを押すと短時間、水洗用水タンクからの少量の水で便器内を洗いながら同時に貯蔵タンクに吸引する。もう1つは、循環方式であり、各化粧室ごとに備わる貯蔵タンク内の汚水をフィルターでろ過して浄化剤と加えたもので便器内の汚物を貯蔵タンクへと流す方式である。真空フラッシング方式は洗浄水がきれいで便器内の臭気も吸引されるため快適であるだけでなく、貯蔵タンクも小型にできるため多くの機種で採用されている。
欧米路線や多くのアジア路線では機内すべてが禁煙となっていることが多く、化粧室も例外でないが、喫煙者が隠れて喫煙することで機内の煙感知センサーを作動させてしまい、騒ぎとなることがたびたび起きている。

### 床下

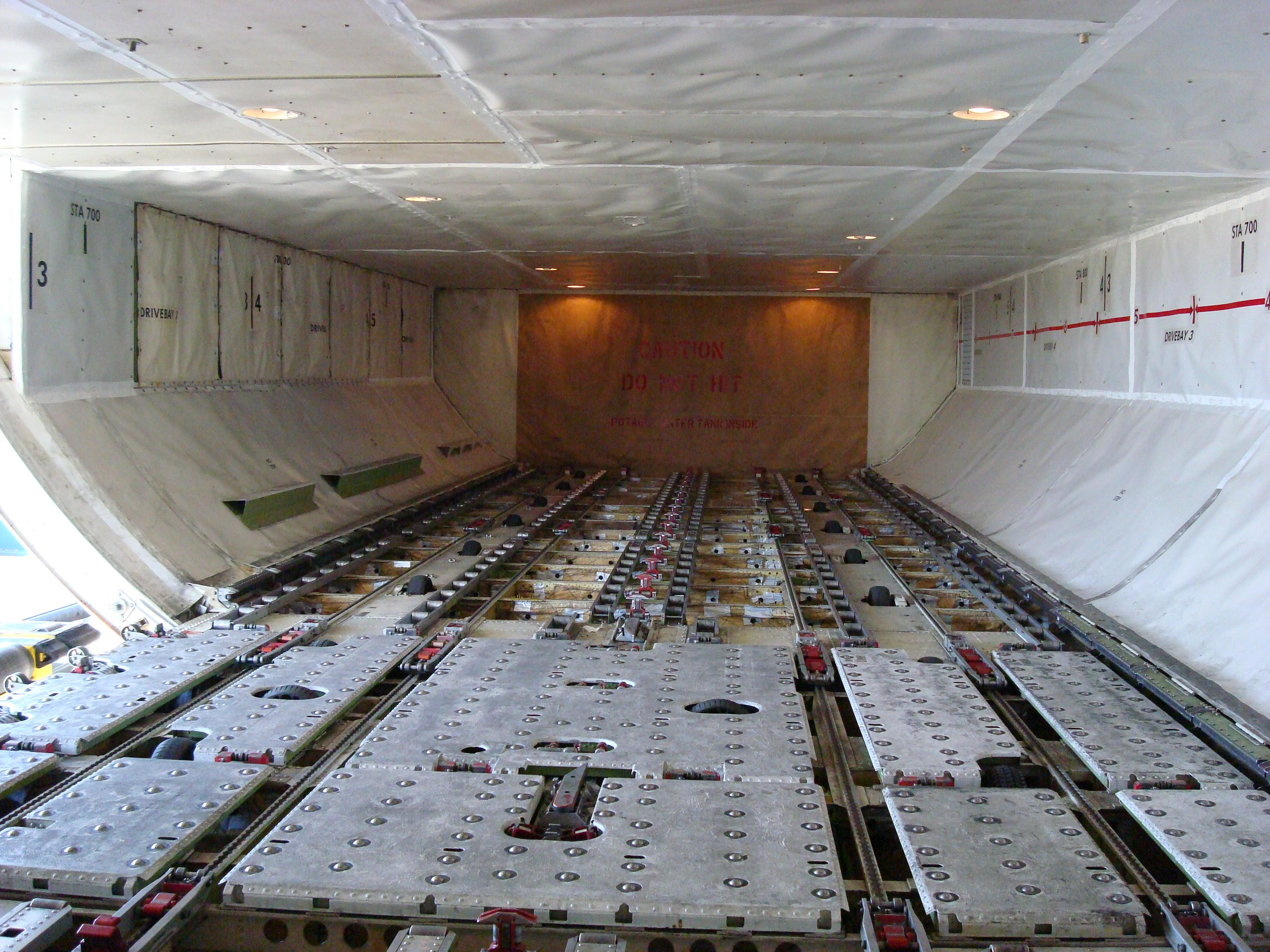
ボーイング747の床下貨物室
床面にはレールが引かれ、電動式移送装置の「タイヤ」が顔を覗かせている。

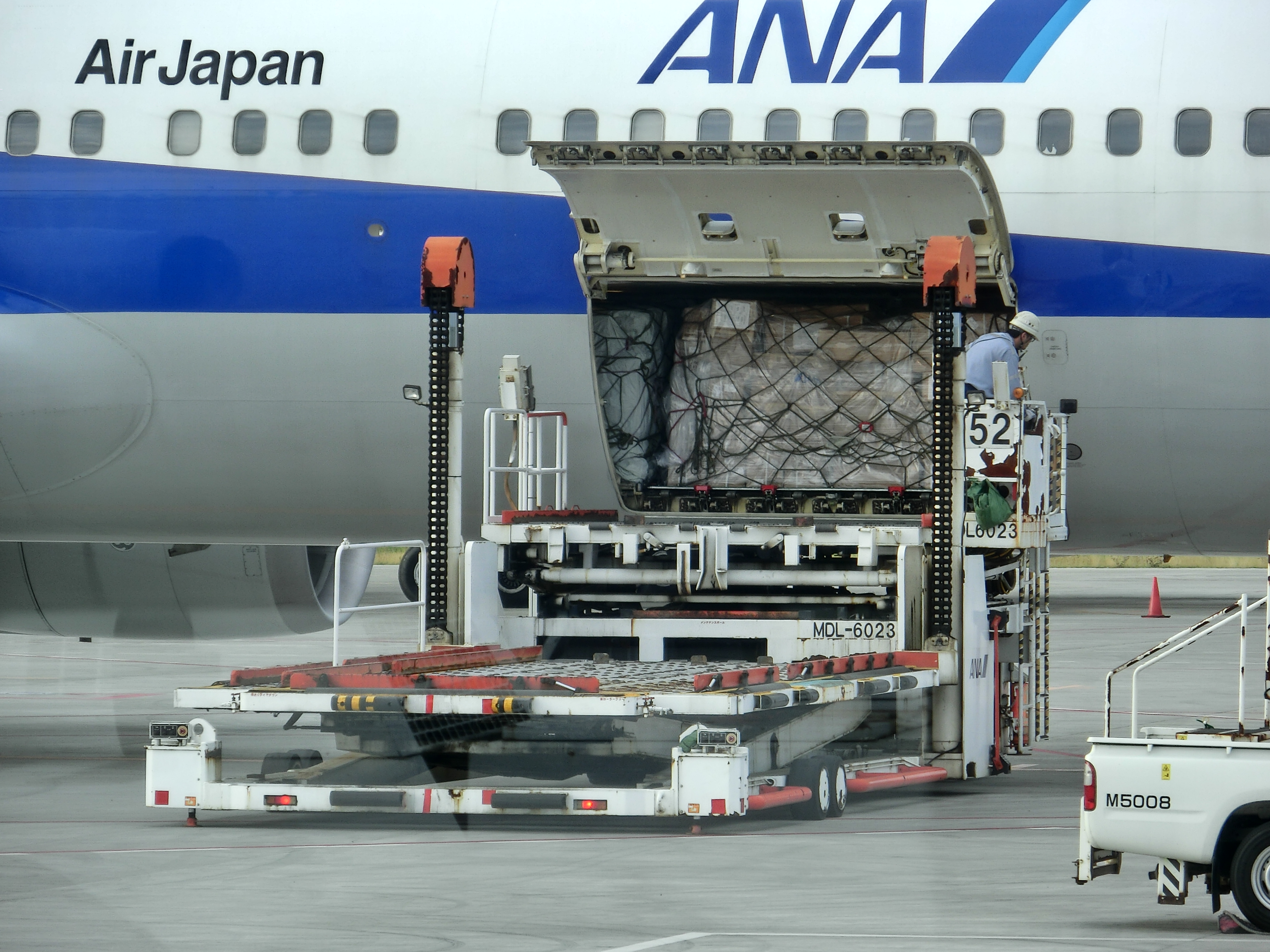
旅客機の貨物コンテナの搭載作業

客室の床下はローアーデッキと呼ばれ、貨物室（ベリースペース）や脚、燃料タンクなどの収納空間として利用されている。
前脚収納室
多くの機体では機首の気象レーダーを収納しているレドームのすぐ後ろに前脚収納室を設けている。前脚収納室は非与圧であるため、与圧壁によって強固に作られている。
電子機材室
前方床下貨物室
一般に大型旅客機の客室床下には左右の翼に挟まれる中央部を除いた前後2ヶ所に床下貨物室と呼ばれる貨物室がある。貨物室には客席に搭乗する旅客の手荷物の他にも一般の航空貨物が多くがコンテナに収めて搭載される。21世紀現在では広胴機のほとんどが専用コンテナやパレット類のユニット・ロード・デバイス (Unit Load Device, ULD) と呼ばれる機材によって迅速な積みおろし作業が行われるようになっており、客室床下という円形胴体の約3分の1ほどになるいびつな形状に合わせて下面の一方が切り落とされたLD-3と呼ばれるコンテナが一般的に使用されている。多くの機体では床下貨物室の床面には電動の移送装置が備え付けられており、地上の貨物ローダー車両と協力して迅速な作業が行える。2個のLD-3コンテナは多くの広胴の旅客機では横に2列で搭載でき、同じ床面の幅である96×125インチのパレットも使われることが多い。細胴機ではULDが使用されることもあるが、多くがバルクカーゴとして手作業でばら積みされており、1980年代からはスライディング・カーペット式とよばれる工夫も取り入れられている。
過去の床下貨物室での火災事故に対処するために、1998年以降はすべての床下貨物室に火災検知器と消火装置の設置が義務付けられた。
中央燃料タンク
中央翼部分は構造部材によって床下貨物室を前後に分断せざるを得ない配置となるため、多くが中央翼を中央燃料タンクとして使用しているが、長距離を飛ばない機種などでは、胴体内に燃料タンクを持たないものもある。
主脚収納室
中央翼の後ろに主脚が折りたたまれて収納される非与圧の主脚収納室がある。
後方床下貨物室
前方床下貨物室と同じように使用されるが、ULDが使用できない尾部近くの床面が斜めの貨物室部分はバルクカーゴ用として使用されることが多い。

### タイヤとブレーキ
タイヤは地上では航空機の重量を支え、着陸時には内部の空気によって衝撃を緩和するクッションとなり、路面との摩擦によって滑走中の制動力を生み出す。旅客機用タイヤは内部に空気を詰めたチューブレス・タイヤが使用される。空気圧は乗用車等の1.9 kg/cm2程度に比べて12.5 - 15.0 kg/cm2ほどと高く、内部のプライ数も乗用車等が4層程度であるのに対して30層前後になっている。路面に接して磨耗するトレッドは規定に基づいて複数回まで貼り直す「再生タイヤ」（リトレッド・タイヤ、Retread tire、リキャップ・タイヤ、Recap tire）の使用が認められている。航空機用タイヤの本来の性能が求められるのは離着陸時のわずかな時間だけであり、飛行中は重く空間を占有するだけなので可能な限り軽く小さいことが求められ、耐久性の優先順位は高くない。このため航空機用タイヤは比較的小さく済むように内圧が高く設定されており、発熱の小さなゴムが用いられ、トレッドの溝は浅くゴムの使用量が少ない。トレッドの溝が浅いために、平均的200 - 300回程度の離着陸サイクルで摩滅によって溝が浅くなるため、タイヤは交換されて検査後に新たなトレッド面が貼り付けられ加硫されて5 - 6回程度は再生使用される。旧型機種ではバイアスタイヤが用いられていたが、新型機種ではラジアルタイヤが採用されているので、航空機の入れ替わりに応じて徐々にラジアル方式に切り替わつつある。旅客機用タイヤは高空飛行中に外気により-50 ℃程度まで冷やされているが、着陸時には地面との摩擦やタイヤ自身の変形と内部摩擦によって最大200 ℃にまで加熱される。このような場合にタイヤ内部のカーカスと呼ばれる補強繊維層内の残留空気が膨張してタイヤのゴム内部で剥離させるような力が生じる恐れがあるため、タイヤのサイドウォール部内周側近くの6箇所にガス抜き用に外部からカーカス層まで達する針穴が空けられており、丸いマークで示されている。
航空機用タイヤは温度変化に応じて膨らみ内圧が変化する。適正な内圧であるかは随時、専用ゲージで確認されねばならず、着陸後も通常環境で2時間以上、高温環境では3時間以上経ってタイヤが冷えてから計らねばならない。
タイヤ内圧はタイヤ圧力表示装置によってタイヤごとのひずみセンサーの情報が集められ、タイヤ圧力監視装置で処理されて操縦席のEFISなどに表示される。
主脚のタイヤにはディスク・ブレーキが備わり、地上での滑走時の制動に使用される。離陸中止時や問題のある着陸時などで高速で運動する機体を短距離で停止させようとすると、その運動エネルギーの多くがディスク・ブレーキのディスクやライニングでの過大な熱となって放熱され、周囲のタイヤやブレーキホースなどを損傷する危険がある。それぞれのブレーキ部の温度をセンサーで捕らえて操縦席に表示するブレーキ温度感知装置が備わっており、いくつかの機体ではこれに加えて、それぞれのタイヤホイール内にファンと電動モーターを備え、操縦席のスイッチ操作で全てのファンが回転してディスク・ブレーキに外気を当てて冷やすブレーキ冷却装置を備えるものがある。新しい機種ではそれぞれのタイヤ内の圧力を常時測定して操縦席に表示するタイヤ圧力表示装置を備えるものもある。
ディスク・ブレーキは多板型に似たセグメンテッド・ロータ型が多い。
タイヤのブレーキはブレーキ・ペダル操作を行っても着陸進入途中では接地保護回路によって働かないようにされており、接地の瞬間にはタイヤは回転する状態におかれる。
ブレーキにはアンチスキッド装置が備わっており、ホイール車軸の車軸発電機が作るホイール回転信号と操縦席のオートブレーキ制御パネルの設定情報、スロットルの情報を受けて、ディスク・ブレーキを働かせる油圧の調整弁を制御している。アンチスキッド装置はスクワット・スイッチ、またはWOWスイッチ (Weight-On-Wheel proximity Switch) と呼ばれる機体重量が車軸に掛かったのを検知するセンサーと車軸発電機が24 - 35 km/h程度の信号を出すことで働きはじめる。
また、ブレーキをコントロールするオートブレーキ装置も備わっている。オートブレーキ装置はブレーキ用油圧系統内のスキッド制御弁の上流部にあるオートブレーキ制御弁でブレーキの働きを制御している。オートブレーキ装置の制御パネルは通常、数段階の設定が可能であり、滑走路の状況などに応じて着陸前に設定しておくことで、機体が着陸してスロットル・レバーが全閉位置に戻されると同時にタイヤのブレーキが設定された強度で自動的に働くようになっている。スロットルを出力増加方向に動かすか、主翼上のスピードブレーキを収納位置に戻す、ブレーキペダルを踏む、オートブレーキ装置の制御パネルのノブを解除位置にする、という操作によって自動的にオートブレーキは解除され、マニュアル操作に従うようになる。
離陸時にはタイヤが機内の格納位置でしばらく空転し続けて、何も対処しなければ不快な振動が生じてしまう。主脚はオートブレーキ装置が自動的に働いて回転を止められるが、一般に前脚にはブレーキが備わっていないので、多くの機種では前脚格納室の天井部分にタイヤと接する回転止めが取り付けられている。
|                         | 747-400 （前脚・主脚） | 777-200 （主脚） | MD-90 （主脚） |
| ----------------------- | ---------------------- | ---------------- | -------------- |
| タイヤサイズ （インチ） | 49×19                  | 50×20            | 44.5×16.5      |
| プライ数                | 32                     | 26               | 26             |
| タイヤ外径 （mm）       | 1,240                  | 1,270            | 1,130          |
| タイヤ幅 （mm）         | 480                    | 510              | 417            |
| 空気圧 （kg/cm2）       | 14.4                   | 12.5             | 13.9           |
| 耐荷重 （kg）           | 25,700                 | 20,500           | 18,645         |
| 要求速度 （km/時）      | 380                    | 380              | 380            |

### 照明設備

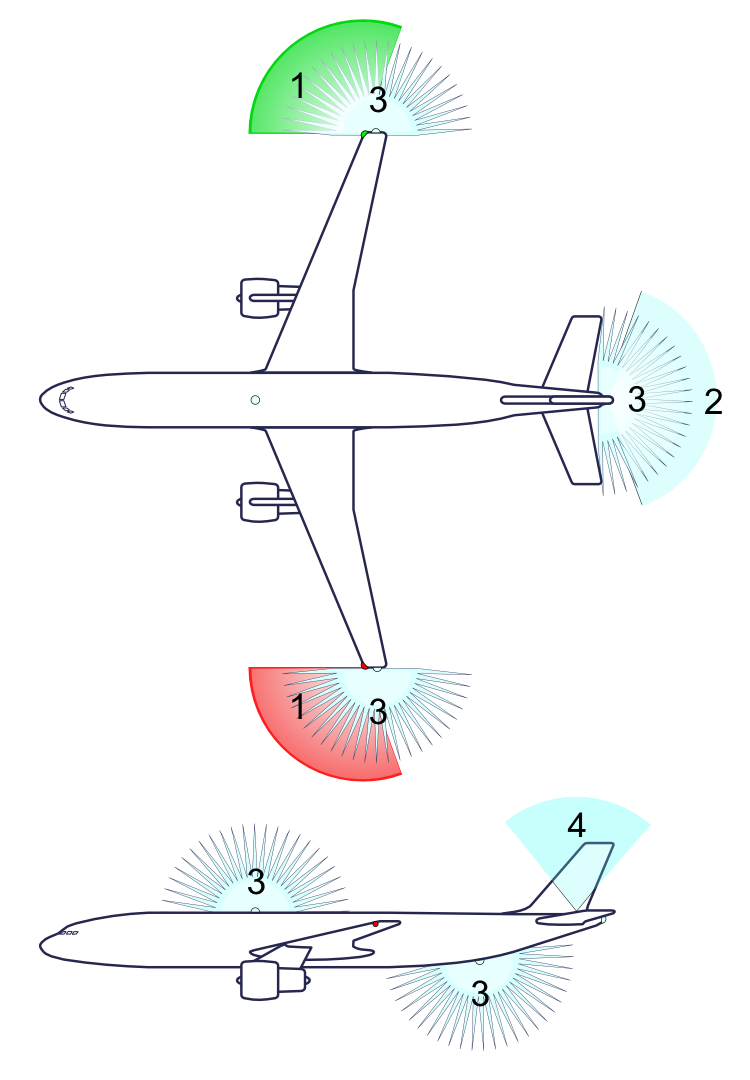
機外照明
1. 航空灯 - 翼端灯 (Navigation Lights L/R) 2. 航空灯 - 尾灯 (Navigation Lights Tail) 3. 衝突防止灯 (Anti-collision Lights) 4. ロゴ灯 (Logo Lights)

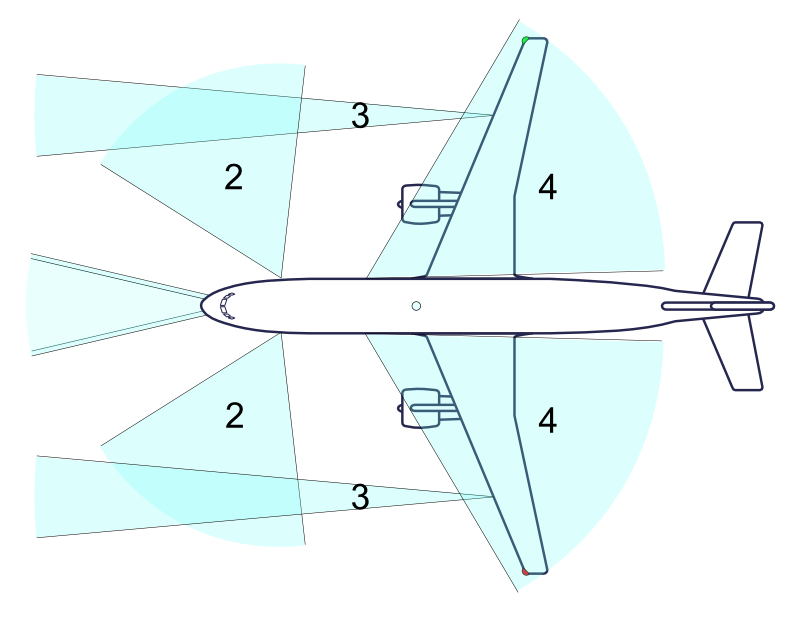
機外照明
1. 地上滑走灯 (Taxi Lights) 2. 方向指示灯 (Turn-off Lights) 3. 着陸灯 (Landing Lights) 4. 翼照明灯 (Wing Lights)

照明設備は機外照明と機内照明に分かれる。
機外照明
機外照明には航空灯（ナビゲーション・ライト、Navigation Light、Position Light）、衝突防止灯（アンチコリジョン・ライト、Anti-collision Light、Beacon Light）、着陸灯（ランディング・ライト、Landing Light）、着氷監視灯がある。航空灯、衝突防止灯、着陸灯、着氷監視灯は装備が義務付けられている。航空灯は船舶の舷灯と同じく右翼端が緑色で左翼端が赤色の前方から左または右に110度、尾部が白色で左右に70度ずつ140度方向に常時点灯させる。衝突防止灯は機体の上部と下部に備わり、水平から上方または下方へ30度の角度で全周囲へ向け、80-90回/秒の回転式点滅か70回/秒のフラッシュ式点滅になっている。着陸灯は前方11度の範囲を照らし出す。その他にも地上滑走灯（タキシーライト）、翼照明灯、方向指示灯、翼上非常脱出口灯などがある。
機内照明
機内照明は操縦室、客室、その他の照明がある。客室の照明は天井灯、読書灯、窓灯、壁面灯、階段灯、出入口灯、緊急避難用誘導灯がある。

### 機械設備
与圧装置・空調装置
気圧が低い高空を飛行する機体では、乗員乗客に快適で安全な環境を提供するために人員が乗る機内の空気の圧力を外気より高めに維持する必要がある。このため、機体全体が圧力に耐えられる構造となっており、搭乗口にはシールが、機体の継ぎ目にはシーリングコンパウンドが塗られている。この与圧は高度12,000 mで周囲が0.19気圧でも機内は高度2,400 m程度や1,500 m程度に相当する気圧に保たれる。与圧と同時に内部の空気は少しずつ入れ替えられ、操縦室は2 - 3分で、客室は3 - 4分ですべてが入れ替わる量が機外から取り込まれて排出される。機外の空気は高度10,000 mではマイナス40 - 50 ℃と冷たいため、ジェットエンジンの圧縮機からの抽気を流量調節弁で加減しながら空気調和装置とも呼ばれるエアサイクル空調装置に導き、内部のタービンを回すことや低圧段からの抽気や外気と混合することで温度を下げてから除湿を行い、ダクトで機内各部の天井部から送風している。排気は床の左右からダクトで集められ、与圧調整のために流量調節弁（アウトフローバルブ）で加減しながら機外に放出されるが、1980年代からはエアフィルタを通した機内の再循環空気を送風量の1/3 - 1/2程度混ぜることでエンジン抽気で失われるエネルギー量を減らしている。また、内圧より外圧が高くなると機体の強度が低下するので、与圧装置の故障時でも安全のためにセーフティバルブとダンプバルブで常に内外の圧力差が逆転しないようになっている。21世紀現在では、空気圧供給、与圧空気系統、防除氷系統をまとめてECS（環境制御系統）と呼ばれる。バイパス比の高いジェットエンジンでは抽気による損失が大きくなるため、新型旅客機では抽気を用いずに与圧用の電動の空気圧縮機を持つものもある。また、搭載している電子装置類の冷却も空調装置の重要な仕事である。
発電機と電気系統
エンジン補機の交流式発電機によって作られた115 V、または200 Vで400 Hzの三相交流の電力は、電力コントロールセンターに集められ、一部が直流28 Vに変換されて配電される。21世紀の旅客機では発電電力の半分近くがギャレーでの加熱調理や食品冷蔵に消費される。大型機では交流の主電力から直流28 Vへ変換し、瞬停を避けるために無停電電源装置 (UPS) を経由して航法装置類に給電している。小型のプロペラ機では主電源を直流28 Vとしており、ジェットエンジンを積んだリージョナル機でも同様のものがある。高圧空気によるスターターを持つエンジンでも、発電機を始動用モーターとして使用できるものがある。電気系統は多重化されている。危険防止や燃料節約や装置の劣化防止といった経済的理由に加えて騒音を避けるの意味からも、機体が地上で停止している間はできるだけ推進エンジンを停止するようになっている。機内で必要な電力は主たるエンジンが停止してもAPUによって必要最小限の電力が供給可能であるが、APUもまた主エンジンと同様の理由によって停止される傾向があり、空港施設から太いケーブルを接続されて電力供給を受けるGPUと呼ばれる方法が用いられる。GPUのケーブル接続部には短い端子が1本あり、GPU電力線の端子が奥まで進んで接続が安定した後でこの端子により機体内のグランド・パワー・リレーが電力系統を切り替えることで、端子部でのスパークを避けるようになっている。多重化された電気系統には、それぞれにサーキット・ブレーカー、逆潮流防止装置（発電機への電力流入を検出し阻止する）、フューズが付いており、故障に備えて主エンジンとAPUの発電機とGPUという電源からの入力を、それぞれ任意の電力系統に切り替えられるようになっている。
オイルポンプと油圧系統
主にエンジン補機のオイルポンプ (Hydraulic Pump) により3,000 psi (20.7 MPa)ほどに加圧された駆動油はアキュムレータ（Accumulator、蓄圧器）を持つ油圧配管 (Pressure line) を通じて機内の各部の油圧駆動を必要とする装置へと送られ、切り替え弁 (Selector valve) や供給開閉弁(Supply shut-off valve) の操作によってアクチュエータ（Actuator、作動筒）を押し動かす。圧力の下がった油はフィルタを経由してリザーバタンク（作動油タンク、Hydraulic oil reservoir）へと戻されて、オイルポンプへ供給される。リザーバタンクはオイルポンプへの供給がスムースになるように2–3気圧ほどの空気圧が掛けられている。油圧配管の要所にチェックバルブ（Check valve、逆流防止弁）と呼ばれる片方向だけ流す弁が備えられ、通常は油圧配管内の圧力は調圧器 (Pressure regulator) によって一定の圧力に維持されるが、不具合によって配管内の圧力が規定圧を越えると、逃がし弁 (Relief valve) から作動油を逃がす仕組みになっている。油圧の配管は複数の系統に分かれていて、複数のエンジンごとに備わる油圧ポンプの他に、交流モーター駆動や高圧空気系統によって駆動される油圧ポンプなどの多数のポンプによって加圧されるなど、冗長性を得るために多重化されている。作動油は一般に燐酸エステル系の合成油が使用され、薄い紫色に着色されている。
圧縮空気系統
圧縮空気系統はニューマチック・システム (Pneumatic system) とも呼ばれ、エンジン圧縮機から抽気した高圧高温の空気やAPUから生み出された圧縮空気は、複数のマニホールドに集められ、配管によって与圧空調装置や空気圧駆動式の油圧ポンプといった機体各部の装置へ分配される。エンジンからの抽気は推進力を減らして燃費の悪化を招くため、21世紀現在では従来よりも抽気量を減らすように務めており、機内空調与圧系や防除氷系では発電機による電力の使用によって賄われる傾向がある。
燃料供給系統
燃料タンク内では上空を飛行中は機外温度がマイナス30 - 50 ℃にもなるため、何も対策を講じなければ燃料内にわずかに含まれる水が析出して氷となり、燃料供給系統内の狭部を詰まらせる恐れがある。これを防ぐために燃料タンク内にはエンジン圧縮機の高圧段からの抽気による温風等を通すパイプがあり、概ね10 ℃程度より冷えないように保温されている。
燃料タンク内には気化した燃料ガスが含まれるため、小さな火花も生じないように配慮される。落雷を受けた場合でも、翼の構造全体に良好な導電性を持たせて等電位とすることでアーク放電の発生を避けるように設計されている。内部点検用のマンホールも周辺部と導電され、内面に出るボルト類の先端にも金属製のドームが取り付けられる。
タンク内には隅の4箇所ほどに静電容量型の油量計が備えられることが多い。
各燃料タンクからは燃料ポンプによって圧力が加えられ、燃料供給管やフィルタ、多数のバルブを経由して主エンジンとAPUに供給される。翼内タンクの燃料はそれぞれ近くの主エンジンの燃料ポンプや翼内底部付近のブーストポンプによってエンジンへ供給することが標準的である。中央翼内や尾翼内の燃料や、不均等に消費された翼内燃料などは、各タンクのブーストポンプによってクロスフィード・マニホールドを経由して必要なエンジンに供給され、必要ならば、タンク間での移送や、空中投棄のためのベントサージ・タンクへの移動に使用される。各タンクへの入口には遮断弁が備わり、手動操作に加えて所定のレベルに達すると閉鎖されるようになっている。空港における地上施設からの給油方式では、地下の送油管を経由して主翼下面の給油口に丈夫なホースを幾本か接続し、50 psi (344.7 kPa)の圧で数十分という短時間の内に大量に加圧給油されるため、急激な給油停止はウォーターハンマー現象を起こして危険となる。このため燃料の流れの変更は緩やかに行われる様に、給油車両側でコントロールされている。
APU
APU（Auxiliary Power Unit、補助動力装置）は主に機が地上に駐機している間の動力源として使用される。ジェット旅客機のAPUは小型のガスタービン・エンジンであり、大型旅客機では尾部のテールコーン（テイル・ブームとも呼ばれる）内に防火壁と共に備えられることが多いが、主脚格納部に持つ機体もある。また火災に備えて消火システムが備わっている。小型旅客機ではピストン・エンジン式（＝レシプロ式）のAPUを持つものもあるが、ジェット式と同様に機上のバッテリーで起動させて主たるエンジンの燃料を共用することで運転される。レシプロ機のAPUは電力を供給し、ジェット機では電力と圧縮空気動力を供給する。旅客機は空港のエプロンで駐機している間は、推進力となるエンジンを停止して無駄な燃料消費や疲労を抑え、付近の人や物を捲き込んだり吹き飛ばしたりする事故を避けることが一般的である。乗客の乗降時や機内清掃などでは機内照明や空調が必要であり、燃料給油作業や装置類の点検整備、次の飛行経路設定などでも電力は必要である。以後はガスタービン式のAPUについて説明する。推進用エンジンが停止している間は、空港からのGPUと呼ばれる電源線で電力供給を受ける他にも、APUを動かして発電機を回すことで電力を得ることが可能になっており、また、乗客の搭乗が済んでエプロンから離れる時点ではAPUから圧縮空気が作られるので、GPUの接続を切ってから推進用のジェットエンジンの始動にも活用されている。地上のGPUから電力を受ける事でAPUを全く使わず済ますことも可能であり、その場合の停止した推進用ジェットエンジンの始動は地上の専用車からの高圧空気によって始動されることも行われる。APUは緊急時には飛行中でも使用が可能である。非常用電源としてバッテリーも搭載されている。ジェット式のAPUは、同軸軸流式（シングルスプール軸流式）、同軸遠心式（シングルスプール遠心式）、2軸式（ダブルスプール式）、フリータービン式（バリアブルロード・インレットベーン型）の3形式が用いられており、このうち2軸式では低圧圧縮機が軸流式で高圧圧縮機が遠心式となっており、機内供給用の空気圧縮機はガス・ジェネレータ側とは別にフリータービンによって駆動され、空気取り入れ口も別に備える。APUの起動と定常運転、停止に関わるすべての制御は自動化されており、異常燃焼や回転異常、滑油の異常、空気取り入れ口の異常、APUの火災、空気動力源配管の破損、蓄電池の異常、コントロール信号の喪失などを検知すると、設定に応じて自動停止や警告灯の点灯による手動停止が行われる。起動はAPU制御装置へのDC電流の供給によって始まり、APUへの燃料供給系を開き空気取り入れ口・排出口を開く。次にスタータ・モーターによって駆動され回転を始める。定常回転数の10 %ほどに達したところで滑油圧力が正常ならばイグニッションを作動させ燃料噴射を開始する。燃料への点火と回転数の上昇を確認する。回転数が50 %に達すればスタータ・モータを切り離す。回転数が95 %になれば電力の発電と圧縮空気の供給が可能となり、イグニッションは切られて、やがて定常運転に移行する。APUが定常運転に移行すると自動的に主燃料供給系の特定の燃料ポンプが作動して、主翼付近のAPU用のDCモータ式燃料供給ポンプは停止される。APUの停止は燃料供給を遮断して回転数が50 %になれば空気取り入れ口・排出口が閉じられる。APUから供給される圧縮空気用のダクトは機体を貫き、これが破損すると与圧装置や機体構造に影響するため、ダクトに沿って多数の温度検知器が配され、漏洩を検知する。APUの燃料はジェットエンジンと共用しており、APU用燃料配管系は胴体部後半を貫いていて、万一の燃料漏れに備えて、この配管はシュラウドと呼ばれる管内に収められシュラウド・ドレインによって機外へ投棄される。APUは空港などに駐機している間など、操縦席で監視されない状態でも運転されるため、異常事態に備えて機体下部の車輪格納室壁面などに地上用操作パネルが備わり、非常停止と消火剤の噴射操作が行える。
機内通話システム
機内での音声通話や客席への案内放送用に機内通話システムが備わっている。乗務員同士でのインタホンでの通話や機外との無線交信のためのヘッドセットは差込口が共通化されている。フライト・インタホンは操縦士と客室乗務員との会話回線や無線機との接続に用いられ、各配線はオーディオ・セレクト・パネルで接続が切り替えられる。サービス・インタホンは客室乗務員同士や操縦室と客室乗務員、操縦室と地上整備員との会話に用いられる。メンテナンス・インタホンは機体各所に差込口だけが設けられており、主に地上での整備の時に作業者などがヘッドセットのプラグを差し込むことで使用される。メンテナンス・インタホンは地上ではサービス・インタホンと接続可能になっている機種が多い。拡声放送システムは客室へ機内放送を行うシステムである。乗降時などでは音楽が放送され、客室乗務員からの安全説明や案内にも使用される。操縦士からの放送が優先され、次に客室乗務員からの放送となり、音楽放送はこれらの信号がない時に放送可能となる。

### 非常用設備
民間航空機の非常用設備は規定によって細かな点まで定められている。
非常口
乗客用非常脱出口の数は乗客定員数とそれぞれの非常脱出口の大きさで規定されている。乗客定員44名以上では乗務員を含めた最大定員の全員が90秒以内で安全に脱出できることが実際のテストで証明される必要がある。
非常口の内側には開いた時に展張する救命いかだ兼用の緊急脱出スライド（スライド・シュート）が備わっており、飛行中はドアの開放と同時に自動的に展張するように設定されている。離陸時に機内アナウンスされる「乗務員はドアモードをオートマチックに変更してください」がこの操作を意味している。
緊急時に機内の照明が消えた場合には床の通路に埋め込まれた誘導灯が点灯する。
酸素マスク
高空で機体の与圧が失われると機内は減圧する。乗客のための酸素マスクは座席の上部から自動的に降りてくるようになっている。乗員用には携帯できるように小型ボンベ式や化学式の酸素マスクが用意されている。客室用は主に酸素発生装置（または酸素ボンベ）と減圧装置や配管、これらの手動や自動式の制御装置が必要である。旅客機では減圧時には酸素レベルの十分な高度まで緊急降下することになっており、それほど長い時間、酸素マスクが必要になる事態は想定されていない。酸素吸入装置と接続口の総数は座席数より10 %以上多くなければならない。
ライフジャケット
保命装具として乗客用のライフジャケットが座席の下に用意されている。
緊急脱出装置/救命いかだ/救命装備品
シューターなどと呼ばれる脱出用の滑り台が客室すべてのドアの内側に格納されていて、緊急時にはドアを開けると同時にガスが注入されて展張して使用可能な状態になるよう設計されている。大型機のシューターはそのまま救命いかだとしても機能するものが多く、小型機ではシューターとは別に救命いかだを備えるものが多い。
温度感知器・煙感知器
機内の要所に温度感知器と煙感知器が取り付けられており、操縦席に警報が伝えられる。
消火器・消火システム
操縦席やギャレーには携帯式の消火器が置かれ、エンジン、APU、脚格納室、貨物室にはそれぞれの専用消火システムが備えられている。
エンジン消火システム
エンジン火災に備えて、フレオン粉といったエンジン用消火材が2本ほどの与圧容器に詰められ、操縦席からの操作で0.5–2秒ほどが2回程度エンジン内上部から噴射できるようになっている。
コックピット・ボイス・レコーダー/デジタル・フライト・データ・レコーダー
通称「ブラックボックス」。コックピット・ボイス・レコーダー (CVR) は操縦室内の音声を30分から2時間ほど常時上書きしている。デジタル・フライト・データ・レコーダー (DFDR) はデジタル信号で飛行データや操作を25から数百時間ほど記録している。共に目立つようにオレンジ色に塗られた頑丈な箱に収められ火炎や衝撃から内部の記録を守っている。事故時でも比較的、残る事の多い、機体後部のギャレーやトイレの天井付近に置かれる。事故時には発見を容易にするために、内蔵電池によって自ら電波を発するようになっている。
非常用発電機
2発機や3発機では非常用に風車を使った発電機を備えるものがある。通常は機内に格納されているが、エンジン停止などで電源供給に支障がある場合には、機体下部に下りてきて機外の風を風車が受けることによって発電を行う。これによって操縦用油圧系統のための駆動力のような最低限の電源を確保する。

### その他の設備・装置
防除氷装置
主翼前縁やエンジンのエアインレット先端部、機内換気用空気取り入れ口、操縦室窓ガラス、ピトー管、排水用ドレーンマストにはすべての機体で、多くの機体は尾翼にも防除氷装置が備わっている。それぞれには電気ヒーターかエンジン抽気による方法のいずれかによって加熱され、空中の水分がこれらの機体外面に氷となって張り付くことで安全な飛行の妨げとなることを防ぐ。作動時の強度が選択できたり外気温度で自動的に作動するものや、一定時間ごとにサイクル動作するものなど、場所や機種によってそれぞれ多様なものがある。機体が地上にある間はランディング・ギア・スイッチの働きで、あまり高温とならないように効きが弱くされる。
放電装置
飛行中の機体に溜まる静電気を逃がすために、主翼や尾翼の動翼後端部や脚に「スタティック・ディスチャージャ」と呼ばれる放電用の短い索や棒が幾つか後ろ向きに付けられ、ここから静電気を放電している。
ボンディング
機体全体を金属のような良導体とすることで、落雷時や静電気による被害を最小限にできる。多数のリベットで緊密に繋がれたアルミ合金の構造部材を除けば、多くの金属部品同士が潤滑グリースや樹脂製の滑面などで円滑な動きを与えられと同時に電気的には絶縁されるため、「ボンディング」と呼ばれるワイヤ接続によって導電性を保つようにしている。また、同じ理由で、複合材など非金属製の材質部分では、導電塗装などを行って等電位を保つ工夫をしている。
テイル・スキッド
離着陸時に機首の引き起こしが過大になり、後部胴体尾部が滑走路に接触することで生じる衝撃緩和のためにテイル・スキッドと呼ばれる緩衝装置をまれに備える機体がある。また、新しい機体では尾部の接触を最小限にするために、尾部にセンサーを備えて滑走路との距離を測り、操縦士が過剰に引き起こそうと操縦桿を引いても一定以上は引き起こせないように電子的に調整する「電子テイル・スキッド」と呼ばれる装置が備わるものもある。

## 通信・航法装置類
以下では大型旅客機での一般的な通信・航法装置類について説明する。
通信・航法装置類の多くが、機首近くなどに設けられた電子機械室に収められており、エンジンやAPUによって発電され、交流・直流変換器で変換された直流電力が供給される。それらの電力が失われた場合でも、すぐ近くに収められた非常用バッテリーによってしばらくは使用可能になっている。

### アンテナ

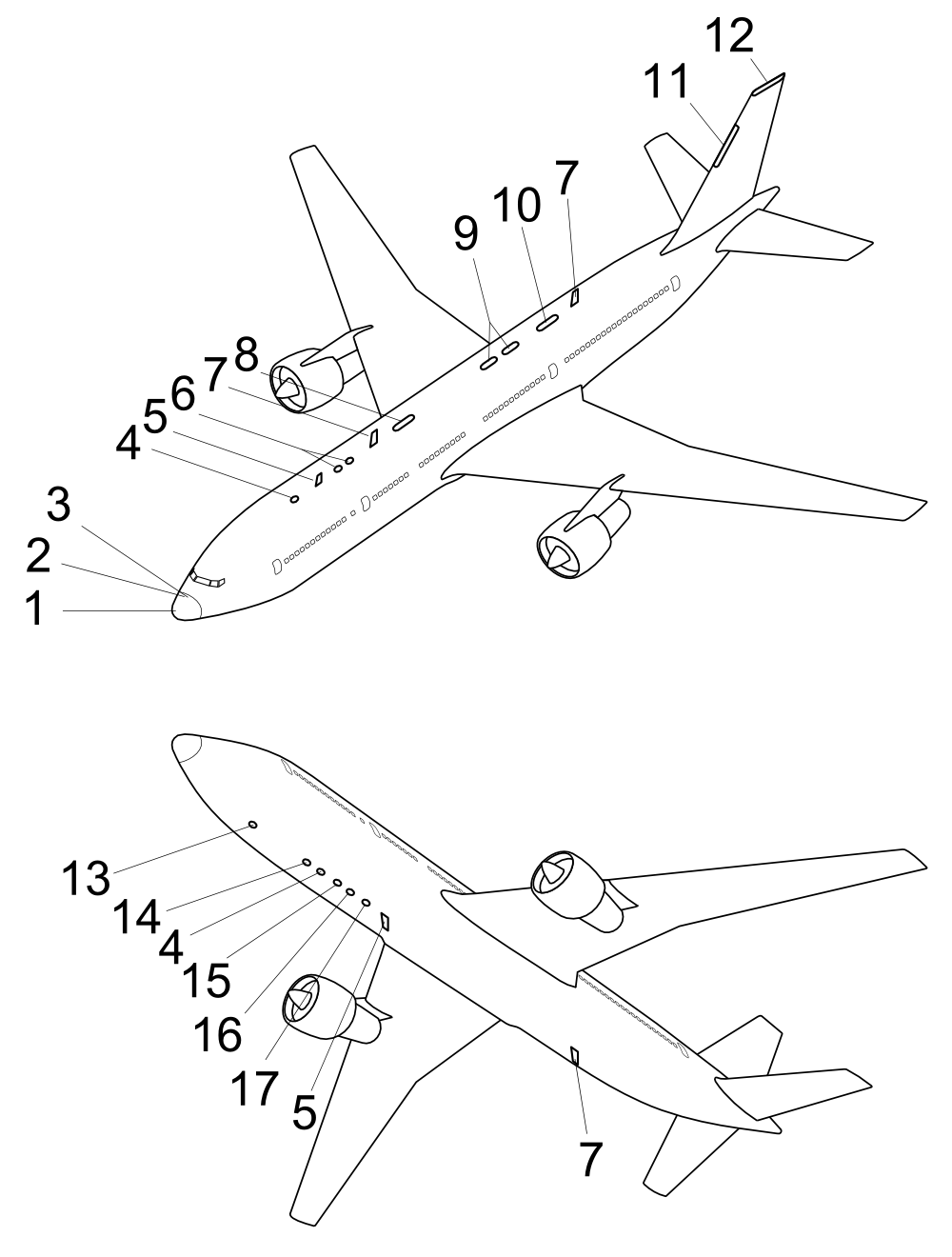
機体のアンテナ例（B-777）
1.気象レーダー送受信用SHF帯 2.ローカライザーVHF受信用 3.グライドスロープキャプチャ受信用UHF帯 4.TCAS送受信用UHF帯 5.DME送受信用SHF帯 6.GPS受信用UHF帯 7.VHF通信送受信用 8.CBB用Ku帯 9.方向探知機受信用LF帯,HF帯 10.SATCOM送受信用UHF帯 11.HF通信送受信用 12.VOR受信用VHF帯 13.グライドスロープトラック受信用UHF帯 14.ATCトランスポンダ 15.電波高度計送信用EHF帯 16.電波高度計受信用EHF帯 17.マーカービーコン受信用LF帯,MF帯

機首のレドーム内には気象レーダーの他に2本ずつのローカライザ用とグライドスロープ用のアンテナが収められている。胴体上部には、ATCトランスポンダ用とADR用のアンテナが2本ずつと、垂直尾翼にはVORとテレビ受信、HF通信のそれぞれのアンテナが1つずつ付いている。胴体底面には別のATCトランスポンダ用とDME用がそれぞれ2本と、電波高度計送信用と電波高度計受信用で1対と、マーカー、VHF通信用に1本ずつ付いている。VHF通信用アンテナは左右に1組付けられる機種もある。垂直尾翼の外板中央を基部より絶縁することで、上半分をHF、またはVOR用アンテナとして使用する機体が多い。
気象レーダー
機首部分に気象レーダーを搭載している。航空機用のレーダーはCバンド (5.4 GHz) やXバンド (9.4 GHz) を使用するが、気象レーダーではXバンドの9,345 MHzと9,375 MHzを使用しており、出力60 kW程度のペンシルビームで5マイクロ秒のパルス波を4秒間で前方180度を掃引する。気象レーダーでは前方の空中に漂う水滴や氷晶からの反射波を捕らえることで雨や雲の位置を知る。探知距離は200 - 300 nm程度である。また、ペンシルビームとは別に、スイッチの切り替えでコセカント・スクエア・パターンと呼ばれる地上に向けて掃引する機能も備え、この「マップ・モード」によって地上の地形が判別できる。このレーダーは左右方向に首振りしているだけであり、縦方向は通常は1 - 2度程度の下向きに設定されているが、操縦席のノブ操作でティルトモーターにより角度を変更できる。また、機体のロール運動によって掃引角度が変わらないように、ロールモーターが自動的にロールを補正する。21世紀現在ではデジタル処理によって反射パルス波の周波数変異を高精度で測れるドップラー式レーダーが使用されるようになり、PPI表示面もカラー化されて水滴や氷の移動まで判るようになっている。

### 無線通信機
主に音声による交信を行うための通信機がいくつか搭載されている。一般には短い波長の電波の方が十分近い場合には明瞭な会話が行えるが、到達距離が短くなる傾向がある。長い波長の電波は遠距離まで届く。これらには周波数帯が定められており、おのおの規定方式の電波が使用される。航空無線で使用される単信式のすべての音声通信システムは「サイドトーンシステム」と呼ばれる送信動作を確認する仕組みを備えている。これは送信機の発信電波を送信時にも受信機で受信しておき、操縦士は自らの発話音声をヘッドフォンで聞くことで電波がほとんど正しく発信されていることを確認するものである。
VHF
VHF（超短波）は比較的明瞭な交信が行えるが、到達範囲は見通し距離内であるため、高高度でも400 kmほどである。飛行場付近の管制や陸上航空路での管制に使用されることが多い。
HF
HF（短波）はVHFより遠くまで届き、地平線を越えて到達するので、洋上飛行を行う機体にはHF通信機を2台搭載することが義務付けられている。海上航空路の管制に使用されることが多い。各国ごとの航空路管制に使用されている電波帯域が異なるので、2 - 30 MHzまでの1 kHzごとの28,000チャンネルが送受信できる通信機が搭載されている。電波帯域の有効利用を図るために単側波帯 (SSB) 通信方式が採用されている。
セルコール・システム
管制や航空会社などで使用される音声による交信電波帯は複数あり、それぞれでは複数の航空機が地上との交信に共有しているので、自機が呼び出されるのを常に機上の乗務員が受信しモニターし続けるのは、大きな負担であり疲労の原因にもなるため得策ではない。ほとんどすべての旅客機では、セルコール・システム（自動呼び出し装置、SELCAL）と呼ばれる自機が呼び出しを受けた時だけ音と光で呼び出しを知らせる装置によってクルーの負担が軽減されている。
セルコール・システムでは、"A"から"S"までの16個の記号を4桁組み合わせた独自の符合がセルコール・システムを備えた個別の航空機に与えられている。この4桁の符号から10,920機が区別できるようになっている。地上のセルコール呼び出し装置は、"A"から"S"までの16個の記号に対応して異なる可聴音（312.6 - 1,479.1 Hz）を発生するトーン発生器を備えており、特定の1機を呼び出すには4桁の符号を装置で選択してからトーン送信ボタンを押すと、最初に2桁分のトーンが同時に重なって1秒間送信され、0.2秒間の無音の後に残りの2桁分のトーンが同時に送信される。音声通信であるため機上でも受信状態にあれば「ピーポー」と聞こえるが、人間には音から符号は判別できない。機上ではこのトーンを解読するデコーダーが備わっており、飛行中はこの装置を使用することでデコーダーに設定した自機の符号を受信したときだけチャイム音と光の点滅で操縦席の乗務員に呼び出しを知らせる。管制機関や航空会社では、これに対応した装置を使って個別の航空機を呼び出すが、地上では常時、担当者が受信機で空中からの送信に耳を澄ませている。
衛星通信
多くの旅客機には1.5 - 1.6 GHz帯を使用したACARS衛星通信システムが搭載されており、航空衛星かインマルサット衛星を経由して、音声通話用に地上の公衆電話網と、データ通信用にデータリンク網に接続されている。ACARS(Aircraft Communication Addressing and Reporting System) は衛星通信とVHF通信を利用した民間航空会社共通のほぼ全地球をカバーする比較的低速のデジタル情報ネットワークである。地上の航空会社からは、到着空港のノータムや駐機ターミナル情報、上層風予想などを送り、航空機からは離着陸時刻や位置、残存燃料、フライトプラン（飛行計画）の変更要求、到着予定時刻、エンジン・パラメータ、故障報告などが送られる。これらは基本的に衛星通信を利用した文字による定型のデジタルデータであり、音声通信は別の無線になるが、文字による報告は行える。

### 無線航法装置
ADF（自動方向探知機、Automatic Direction Finder）
ADFは、ループアンテナと垂直ポールアンテナを組み合わせてアンテナ感度を360度全周の内の特定方向にだけ大きくしたアンテナ部を用いる。受信電波の強度が最大となる方向が地上無線局の方向となる。
VOR（超短波全方位式無線標識、VHF Omni-direction Range）
DME（距離測定装置、Distance Measuring Equipment）
TACAN
ILS（計器着陸装置、Instrument Landing System）
MLS（マイクロ波着陸装置、Microwave Landing System）
MLSはマイクロ波帯を使用した着陸侵入誘導装置である。同種の着陸侵入誘導装置としてはすでに普及しているVHF帯を使用したILSがあるが、ILSでは地形の影響を受けて精度が保てないことやVHF放送電波の干渉を受けること、侵入路が1本しか持てないことなどによって、より精度の高い新たな着陸支援システムが求められ、今後はILSからMLSへと移行される空港施設の1つとして国際標準化された。ILSでも大きな問題はなく世界中の空港で使用されており、MLS施設の経済的負担やMLSへの移行において両施設を維持する必要もあり、あまり導入は進んでいない。
GPS
GPSでは現在位置と時刻情報を得ることができ、IRSの位置情報の補正とFMSの時刻情報の補正に使用される。

### IRS
21世紀現在では、従来の3軸の回転変位と2方向（または3方向）の直線加速度を計測するセンサ部を備えたINS（Inertial Navigation System、慣性航法装置）はIRS（Inertial Reference System、慣性基準装置）に置き換わっている。
内部に可動部を持っていた従来型のINSとは異なり、IRSは可動部を持たず、3軸の回転変位と3方向の直線加速度を計測するセンサを乗せたプラットフォームが機体軸方向に合わせて正確に固定されていて、空間座標の変換はデジタル演算によって行われる。出発時には基準となる緯度と経度が飛行管理装置(FMS)のデータから読み込まれて設定される。また、静止状態で重力加速度を受けない方向が水平面方向でありレベル調整は自動的に行われる。15分間停止している間に地球自転率が東西軸ジャイロ（イースト・ジャイロ）で受感されない方向から地球自転軸での北が自動設定される。回転変位量は、地球自転率や移動率を修正する必要がある。直線加速度もコリオリの力や重力変化を補正する必要がある。機体の姿勢方向を補正し続けながら補正された直線加速度を積分することで速度が求められる。速度と移動方向から移動量を知り、常に自らの座標を得ることができる。
GPSによる航法支援が得られるようになり、位置データと時刻が修正されるが、航空機はGPSのデータが得られなくなっても良いように、INSやIRSは必要な装置となっており、磁気コンパスも搭載される。回転変位の検出には半導体レーザーと光ファイバを組み合わせた光ファイバ・リングレーザー・ジャイロが用いられる。

### 高度計
- 気圧高度計(Pressure Altimeter)：気圧の変化によって海面からの高度を知る。機外の気圧情報はCADCが統括してEFIS等に提供する。
- 電波高度計(Low Range Radio Altimeter)：4.2 - 4.4 GHzの電波を送信し地面からの反射波の遅れを計ることで、2,500フィート以下の高度なら2 %以内の精度で対地高度を計測する[注 78][17]。EFISの高度指示計だけでなくGPWS（対地接近警報装置）やAFCS（自動操縦装置）への情報を提供する。滑走路に静止している状態を0フィートとなるように調整され、アンテナと送受信機の間のケーブル長や脚部の長さなどを含めた送受信機と地面との距離は、40、57、80フィートのいずれかと定められており、送受信機のプログラム・ピンで設定される[16]。

### AFCS
AFCS（自動操縦装置、Automatic Flight Control System、Auto-pilot）は、飛行姿勢の安定化と、飛行高度と方向の変更、航法誘導を自動的に行う装置システムである。これら主要な3機能はAFCS内で互いに連携して働いて、現実の機体制御出力では一体のものとなるが、個別に分解して以下に示す。
飛行姿勢の安定化
機体が外力を受けることでロール、ピッチ、ヨーの各方向に対して揺れが発生する。この揺れを最小限に抑える。また、推力の不均衡やダッチロールといった内的要因に対する是正もこの機能が担う。
飛行高度と方向の変更
操縦士や航法装置の指令に従って、機体を上昇・下降・旋回させる。旋回時にはヨー制御だけでなく釣合旋回と呼ばれるロール制御も同時に要求される。
航法誘導
電波や慣性運動の変異を測るセンサーなどで飛行方向や位置、それらの変位量等を知り、設定値と照合しながら自ら判断して誘導を行う。
大型旅客機のAFCSには一般的に、Gyroモード、Turn-Knobモード、HDG SELモード、ALT Holdモード、GAモード、VOR/LOCモード、ILSモード、INSモード、FMSモード、LANDモードがある。
Gyroモード（Attitude Hold Mode、姿勢保持モード）では、ロール角を中立に戻す以外はピッチ角と機体の方位をモード設定時のまま保つように働く。Turn-Knobモード（Attitude Control Mode、姿勢制御モード）ではターン・ノブとピッチ・ノブの設定値になるようにそれぞれロール角とピッチ角が変更・維持されることで機体の姿勢が変更され維持される。HDG SELモード（Heading Select Mode、機首方向設定モード）では、あらかじめ水平位置指示計でHDGノブで変更すべき方位を設定してからHDG SELモードスイッチを入れることで、設定方向へ旋回し、水平飛行状態を維持する。ALT Holdモード（Attitude Hold Mode、高度保持モード）では、同じ高度を維持する。GAモード（着陸復行モード）は着陸復行を行うモードである。
以降は航法情報に基づいた誘導に従った飛行を行うモードである。VOR/LOCモードでは、あらかじめ水平位置指示計のHDGノブで変更すべき方位を設定しておき、VOR局が受信できたらVOR/LOCモードスイッチを入れることで、設定した角度でVOR局へ飛行できるまで直進してから設定方向へ旋回しVOR局へ向って飛行を維持する。VOR局を越えても方位を保つ。ILSモードでは、あらかじめ水平位置指示計のHDGノブで変更すべき方位を設定しておき、ILS信号が受信できたらILSモードスイッチを入れることで、ローカライザ・ビームを受信して自動的に誘導され滑走路方向へ近づく。やがてグライドスロープ・ビームによる誘導に従って自動的に降下する。飛行士は200フィートなどの一定高度まで降下すると、AFCSを停止して手動操縦を行う。INSモードは慣性誘導装置による誘導である。FMSモードは飛行管理コンピュータであるFMSを使用した誘導である。LANDモード（自動着陸モード）は自動着陸を行う。
フライト・ディレクタ (Flight Director) は、設定した飛行姿勢を保つのに必要なロール軸とピッチ軸の操縦操作を姿勢指示計 (Attitude Director Indivcator; ADI) に表示するシステムである。

### オートスロットル
オートスロットル・システムはエンジン出力を自動的に制御し、機速を一定に保つ装置である。主に離着陸時に用いられる。AFCSが手動モードでも、オートスロットル・システムを有効にできる。
オートスロットル・システムは、操作パネルからの速度設定情報や、ピトー管による対気速度センサー入力、電波高度計からの入力、ピッチ角度補正した前後加速度入力を得て、エンジン出力を制御する。
オートスロットルによるスロットルレバーの操作はサーボモーターで行われる。サーボモーター駆動軸とスロットルレバーは摩擦クラッチで接続され、一定以上の力で滑るようになっている。これにより、スロットルレバーを一定以上の力で操作することで一時的にエンジン出力制御を手動で上書きでき、レバーから手を離せばオートスロットルがレバー位置の制御を取り戻す。スロットルレバーにはオートスロットルを無効状態に切り替えるスイッチが備わっている。
AFCSが自動着陸モードにあれば、高度計が設定値以下になるとエンジン出力を自動的に下げて減速動作を行う。

### ATC
ATC(Air Traffic Control) システムは、機上のATCトランスポンダと地上の2次レーダーとから構成される。厳密には航法装置ではなく、地上の管制官に滞空中の航空機の情報を機械が自動的に知らせることで管制業務を支援して安全性を高めるものである。

### CADC
CADC(Central Air Data Computer) は 機体周囲の気圧や温度を測る多数のセンサ類（ピトー管、静圧孔センサ、客室差圧計、客室圧センサ、全温度センサ）からの情報を一括して受け取り、統合処理を行い、気圧高度計やIAS/MACH計（Indicated Air Speed / Mach、指示対気速度とマッハ数）、TAS/SAT計（True Air Speed / Static Air Temperature、真対気速度と静温度）やオートスロットル・システム等のセンサ情報を必要とするシステムに情報を提供する。電力喪失などCADCの機能停止時に備えて、ダイヤフラム式の気圧高度計と指示対気速度計が操縦席のパネルに備わっている。

### EFIS
EFIS（Electric Flight Instrument System、電子式飛行計器システム）は、航法装置類やEICAS等の情報を主にFMSを経由して、操縦席の計器パネルに表示するシステムであり、操縦士の負担軽減や視認性向上のために操縦に必須な計器を大きく常時表示し、他の表示を随時切り替えるようになっている。21世紀からはカラー液晶による複数面表示が採用され、Primary Flight Display (PFD) と、Navigation Display (ND) の主要な2つの画面をそれぞれの操縦者ごとに座席正面に備える形式になっている。

### EICAS
エンジン計器・乗員警告システム（EICAS:Engine Indication and Crew Alerting System）は、EFISによって実現したエンジン計器類の表示システムで、エンジンや燃料系統など航空機関士が担当していた監視業務を自動化し、降着装置や任意の機器情報の表示を行う。加えて各機器の異常発生時には故障箇所を自動的に特定し表示、警告する機能も有する。
エアバスでは同機能の装置を電子式集中化航空機モニター（ECAM、イーカム）と呼んでいる。

### FMS
FMS（Flight Management System、飛行管理システム）は、機上に搭載された飛行に関わる多数のコンピュータ群と飛行状態センサ群、航法センサ群、エンジン・センサ群、燃料センサ群など多数のサブシステムから構成され、これらを統括制御するFMC（Flight Management Computer、フライト・マネジメント・コンピュータ）が中心となって、主に航法、性能・経済性管理、誘導といった飛行全般の機能を司り、操縦席のEFISを経由することでこれらのサブ・システムと操縦士との仲立ちとなる。
航法支援
- 水平面航法データの算出
- VHF航法無線局の自動選局
- EFISで飛行経路等の表示

性能・経済性支援
- 垂直面航法データの算出
- 最適推力制御

誘導支援
- 性能情報と航法情報からピッチとロールに関する指令をFCC/AFCS（飛行制御コンピュータ／自動操縦装置）へ送る

FMSには出発前にウェイポイントを含むフライトプランとそれに関わる無線局や空港の基礎データが読み込まれており、操縦士はいつでもCDUの操作によってEFISのNDにマップモード等で呼び出せ、ウェイポイント情報を元に自動操縦によって飛行することも可能である。VOR/DME局の自動選局とADF/ILS/VOR/DMEの情報に基づいてINSを修正することも行う。

### モニタリング・システム
主に飛行を終えた後の整備性向上のために、幾つかの自動記録システムが搭載されている。これらは一般に機上整備システム (Onboard Maintenance System; OMS) と呼ばれ、機種やメーカーによって個別のサブシステムから構成される。
サブシステムの1つは、飛行性能モニター・システム (Airplane Condition Monitor System; ACMS) であり、米ボーイング社でもB-747初期型などの古い機種や他社では、飛行記録集積システム (Aircraft Integrated Data System; AIDS) と呼ばれているものであり、もう1つは中央整備コンピュータ・システム (Central Maintenance Computer System; CMCS) などと呼ばれるものである。
ACMS
ACMSは基本的にDMU(Data Management Unit) とデータ記録より構成され、新しい機種ではこれに液晶ディスプレイやキーボード、トラックボールが加わってさらに操作性が向上しているものがある。データ監視とレポート作成、データ記録を行う。
CMCS
CMCSは不具合情報やエンジンパラメータ、飛行パラメータ、操縦パラメータなどの情報をデジタルレコーダによって記録しておき目的地で交換されたり、飛行中にACARSによって送信されたりして、これらの情報は機体の整備部門に回される。

### 警報システム
21世紀現在生産されている大型旅客機には、さまざまな異常を乗員に知らせるために多くの警報システムが備わっている。
警報システムは機能から3種に分類される。
1. 飛行状態が異常となった事を知らせる
2. スイッチやレバーなどが正しい位置にないなど、誤操作を知らせる
3. 制御システムのいずれかが正常に作動しない、機内環境に異常があるなどを知らせる

機内の警報システムは主警報システムにまとめられており、それぞれ個別の警報システムの赤やオレンジの警報灯のいずれか1つでも点灯すれば、乗務員から最も目につきやすい位置にある赤またはオレンジの主警報灯が点灯して、乗務員は個別の警告灯を確認するように促す。
警報はランプの点灯に同期してブザーやチャイム、ホーン音、音声メッセージといった音でも伝えられ、機械的なものではフラッグで示すものもある。警報を伝える手段や調子には、人間工学に基づき危険度に応じた工夫が加えられている。
以下に個別の警報システムを示す。
操縦等に関するもの
離陸警報システム(Take-off warning system)
離陸時にフラップ、水平安定板、スポイラーなどの角度や位置が正しくないと、ブーブーブーという断続警報音で操縦士に知らせる。
着陸警報システム(Landing warning system)
ブーという持続警報音を発する。
着陸装置警報システム(Landing gear warning system)
着陸装置が正しい脚下げ位置になっていないのに着陸操作を行うと、赤色警報灯が点灯し操縦士に知らせる。
自動操縦システム開放警報システム(Auto-pilot disengage warning system)
操縦士が意図したか予期せずに行われたかにかかわらず自動操縦システムが自動操縦モードから外れた場合に、ワゥワゥワゥという警報音と共に警告灯を点滅させて知らせる。
最大運用速度警報システム(Max air-speed warning system)
運用限界速度 (Operation limitation speed) を越えると、カタカタと音を鳴らして操縦士に知らせる。
失速警報システム(Stall warning system)
失速速度手前で7 - 10 %ほどの余裕しかなくなると、操縦桿をガタガタと揺らせて失速の危険を操縦士に知らせる。
ウインドシア警報システム(Wind-shear warning system)
ウインドシア警報システムはB-747やDC-10より後のすべての大型旅客機に備わっており、離着陸時にウインドシアを受けると危険であるため、気象レーダー等の情報を分析して飛行前方でウインドシアが発生する危険性が高い場合に警告灯と警報メッセージを発して機首上げを指示する。離着陸時には低速で高度も低いため過剰な機首上げは失速を招く。失速を避けるために新しい機種では失速を招かない機首上げ角や機首上げ余裕度を示すようになっている。
高度警報システム(Altitude warning system)
選択した高度に近づきつある時、または、選択した高度から外れてゆく時に、ドミソの和音による警報音を発し、警告灯を点灯、または点滅させて操縦士に知らせる。
低高度警報システム(Decision height aural warning system)
着陸侵入中に着陸続行か着陸復行かの決心を求める高度であるデシジョンハイト（着陸決心高度）に達すると、ドミソの和音による警報音を3度鳴らして、デシジョンハイト灯を点灯させて操縦士に知らせる。
TCAS
TCAS（衝突防止装置、Traffic alert and Collision Avoidance System）と呼ばれる装置によって空中衝突の危険性が最小化されている。
GPWS
GPWS（対地接近警報装置、Ground Proximity Warning System、TPWS; Terrain Proximity Warning System）は、地上からの高度を監視して危険なほど近づいた時に警報を発する装置である。電波高度計とCADC、グライドスロープ受信機、脚センサ、フラップ角度センサ、フラップ・オーバーライド・スイッチからの入力を受けて、操縦席へスピーカーとライトによる9種類の警報を発する。多くの旅客機が搭載している。
機内環境に関するもの
火災警報システム(Fire warning system)
エンジン火災、APU火災、脚格納室加熱、貨物室の発煙などを検知して大きなベル音と場所を示すランプで知らせる。
客室与圧異常警報システム(Cabin altitude warning system)
客室の与圧が高度1万フィート以上に相当する低い圧力まで低下すると断続的な警報音で知らせる。
ドア警報システム(Door warning system)
与圧部分のドアにロックが掛かっていないとオレンジ色の警報表示版が点灯する。